# Gioachino Rossini

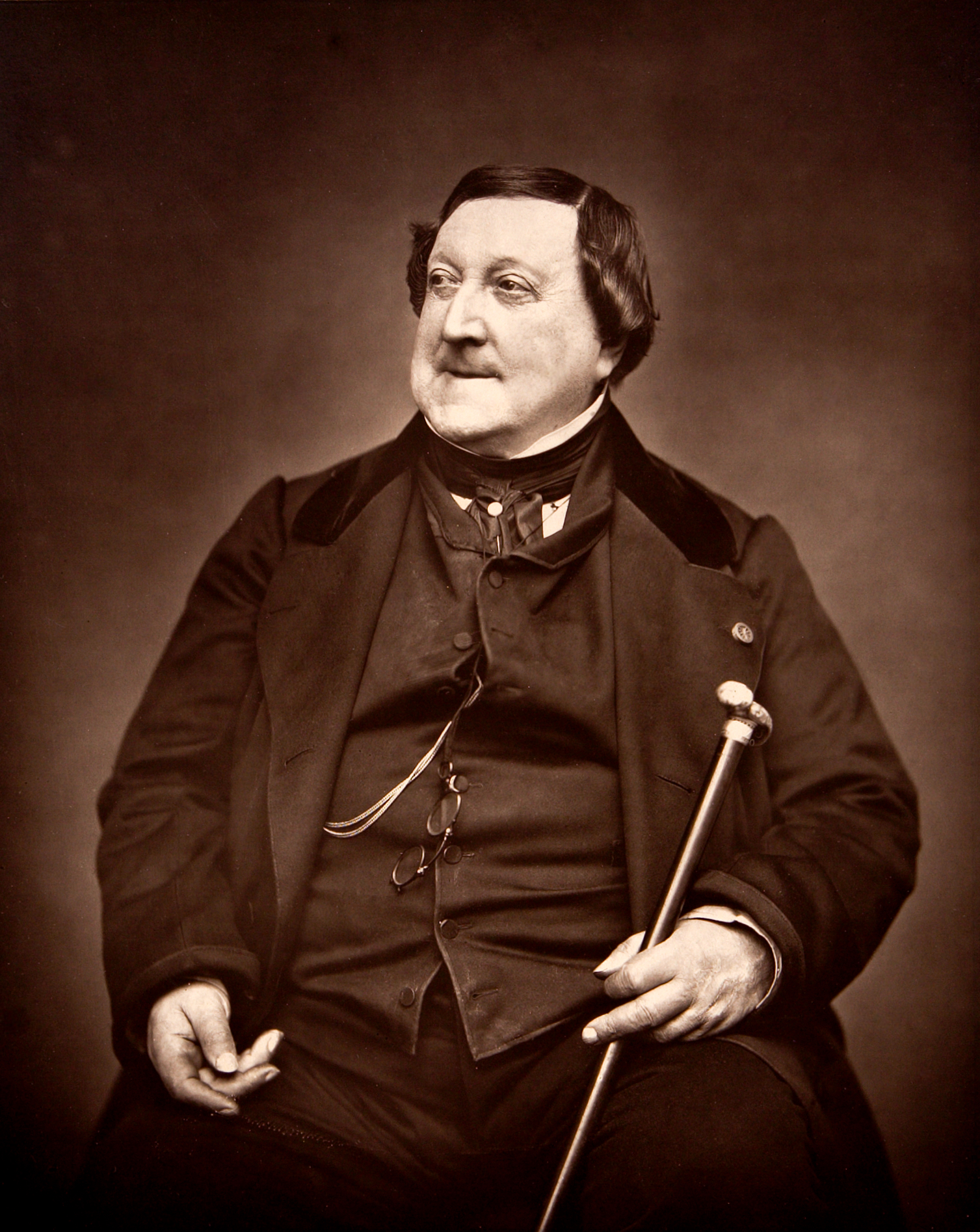
Gioachino Rossini, Fotografie von Étienne Carjat, 1865

Gioachino Antonio Rossini (auch Gioacchino) [dʒoaˈkiːno anˈtɔːnjo rosˈsiːni] (* 29. Februar 1792 in Pesaro, Kirchenstaat, heute Marken; † 13. November 1868 in Paris) war ein italienischer Komponist. Er gilt als einer der bedeutendsten italienischen Opernkomponisten; seine Opern Il barbiere di Siviglia, L’italiana in Algeri und La Cenerentola gehören weltweit zum Standardrepertoire der Opernhäuser.

## Leben

### Kindheit und Jugend
Gioachino Rossini war der einzige Sohn aus der Ehe des Hornisten Giuseppe Rossini (1758–1839) mit der Sängerin Anna Rossini geb. Guidarini (1771–1827). Eigentlich wurde der Sohn noch am Tag seiner Geburt in Pesaro auf den Namen Giovacchino getauft, doch bekannt wurde sein Name ohne „v“, und Rossini selbst schrieb ihn fast durchwegs als Gioachino, weshalb auch diese ungewöhnliche Namensform heute allgemein von der Musikwissenschaft verwendet wird.
Als Kind lernte Rossini Violine und Cembalo zu spielen; außerdem hatte er eine gute Gesangsstimme. Seine Mutter lehnte jedoch energisch den Vorschlag ihres Bruders ab, die Sopranstimme ihres Kindes als Sängerkastrat zu bewahren, wofür ihr Rossini später dankbar war. Als die Familie 1802 nach Lugo zog, machte Gioachino Rossini die Bekanntschaft mit dem wohlhabenden Giuseppe Malerbi, von dem ein nachhaltiger Einfluss ausging. In Malerbis Bibliothek lernte Rossini die Werke von Haydn und Mozart kennen. Am 22. April 1804 hatte der zwölfjährige Rossini gemeinsam mit seiner Mutter einen ersten öffentlichen Auftritt im kommunalen Theater von Imola. Im selben Jahr schrieb Rossini seine erste Komposition für zwei Violinen, Violoncello und Kontrabass, die Sei sonate a quattro, deren komplette Urfassung erst 1954 im Druck erschien.
1805 zog die Familie nach Bologna, wo Gioachino Rossini als Sänger auftrat. Ab April 1806 besuchte er das Liceo Musicale. Hier erhielt er Unterricht in Komposition sowie Violoncello, Horn, Klavier und Gesang. 1810 verließ Rossini das Liceo ohne Abschluss und ging nach Venedig. Zu diesem Zeitpunkt hatte er mit Demetrio e Polibio bereits seine erste Oper sowie einige weitere Stücke komponiert. Für seine Leistungen als Sänger wurde er durch die Aufnahme in die Accademia Filarmonica di Bologna geehrt. In Venedig trat der achtzehnjährige Rossini mit der Uraufführung der Oper La cambiale di matrimonio am 3. November 1810 erstmals als Komponist an die Öffentlichkeit.

### Weg zum Ruhm

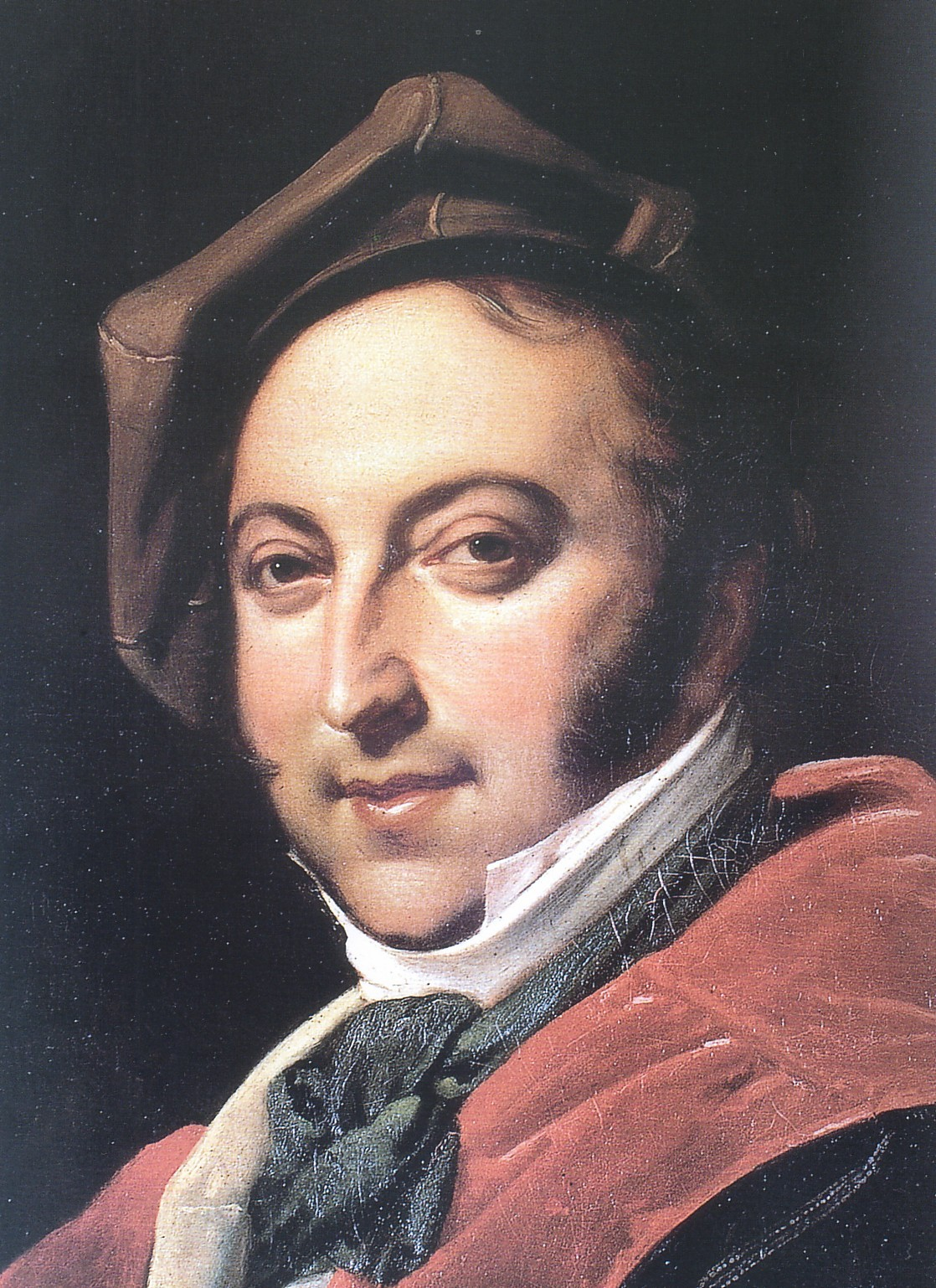
Gioachino Rossini, um 1820. Museo internazionale e biblioteca della musica, Bologna

In den folgenden Jahren schrieb Rossini mehrere Opern, die jedoch noch nicht sonderlich bekannt wurden. Erst mit der Opera seria Tancredi hatte er im Februar 1813 seinen ersten durchschlagenden Erfolg. Die Uraufführung erfolgte in Venedig am Teatro La Fenice, mit der Altistin Adelaide Malanotte in der Titelrolle; ihre Auftrittsarie Di tanti palpiti wurde so berühmt, dass sie sogar von den Gondolieri gesungen wurde, und Niccolò Paganini schrieb darüber Variationen (Op. 13) für Violine und Orchester. Nur wenige Monate später, am 22. Mai 1813, erlebte auch Rossinis Opera buffa L’italiana in Algeri einen rauschenden Erfolg, ebenfalls in Venedig, aber am Teatro San Benedetto.
Nach einigen weiteren Opernkompositionen für verschiedene Opernhäuser in Italien wurde Rossini 1815 Leiter der beiden Opernhäuser in Neapel, dem Teatro San Carlo und dem Teatro del Fondo. Das Teatro San Carlo gehörte neben der Mailänder Scala zu den beiden führenden Opernhäusern Italiens, und so boten sich ihm einmalige Möglichkeiten: Es verfügte über ein ungewöhnlich gutes Orchester, und das Sängerensemble bestand aus Virtuosen wie der Primadonna Isabella Colbran, den Tenören Andrea Nozzari, Manuel Garcia, Giovanni David und dem Bass Michele Benedetti. Für dieses Ensemble komponierte Rossini eine Reihe von Opere serie, die zu seinen am besten ausgearbeiteten und einfallsreichsten Partituren gehören: Elisabetta regina d’Inghilterra (1815), Otello (1816), Armida (1817), Mosè in Egitto (1818), Ricciardo e Zoraide (1818), Ermione (1819), La donna del lago (1819) und Maometto II (1820).
Obwohl er vertraglich verpflichtet war, für jedes der beiden neapolitanischen Häuser eine Oper pro Jahr zu schreiben, konnte Rossini daneben auch für andere Städte tätig sein. So komponierte er für die Karnevalssaison 1816 im Teatro Argentina in Rom seinen Barbiere di Siviglia. Die Uraufführung war ein komplettes Fiasko, aber schon die zweite Aufführung erhielt großen Beifall, und in derselben Nacht machte das Publikum einen Fackelzug zu Rossinis Ehren zu seiner Herberge und weckte ihn aus dem Schlaf. Der Barbier wurde später und bis heute zu seiner beliebtesten Oper. Auch die Uraufführung von La Cenerentola im Karneval 1817 im römischen Teatro Valle war zunächst kein Erfolg, erst durch spätere Aufführungen wurde das Werk beliebt. Einige Monate später war Rossini an der Mailänder Scala, wo die Premiere von La gazza ladra am 31. Mai 1817 bejubelt wurde.

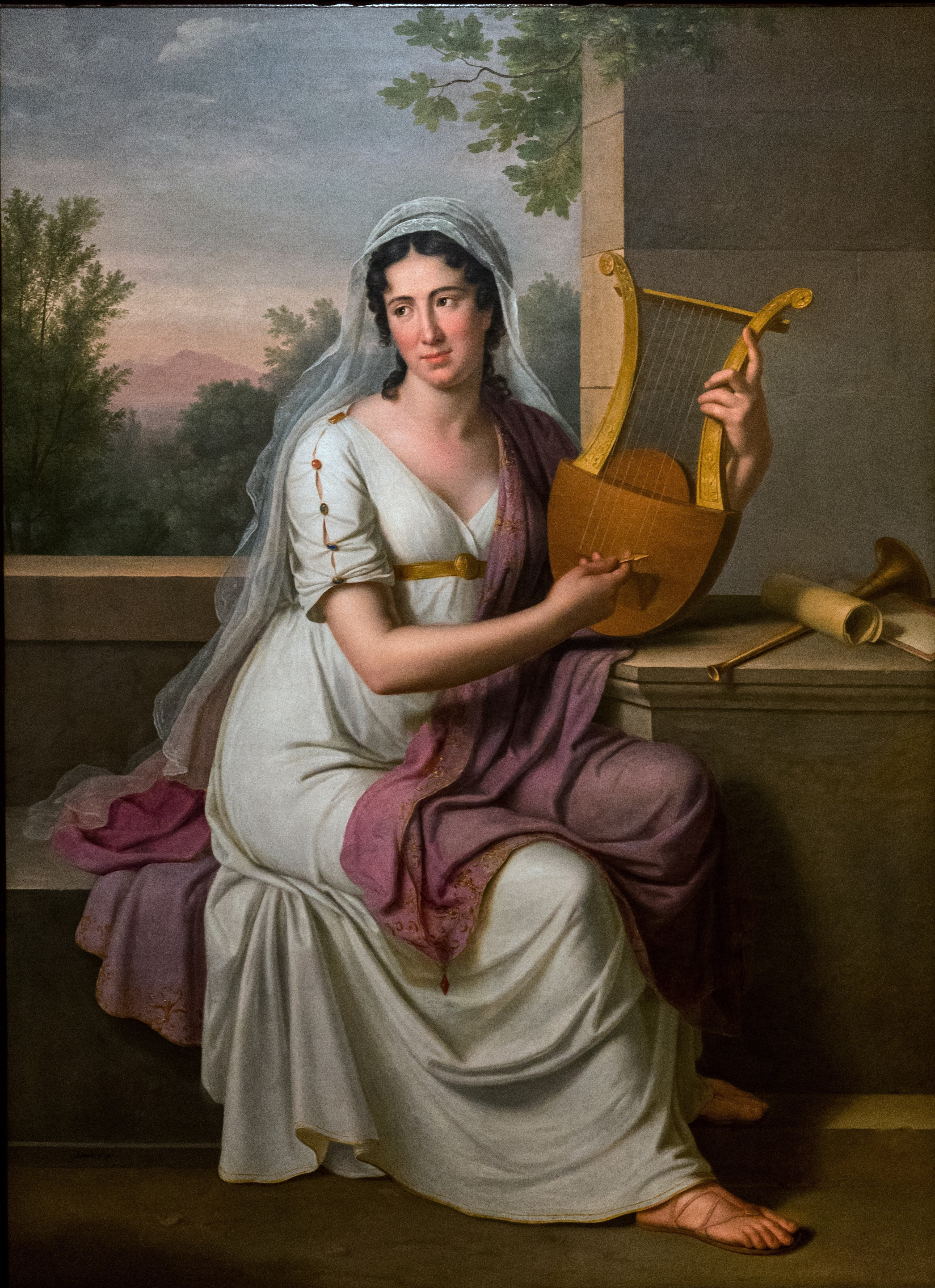
Isabella Colbran, um 1810–1815. Ausschnitt aus einem Gemälde von Heinrich Schmidt, Museo del Teatro alla Scala, Mailand

In Neapel begann Rossini eine Liebschaft mit Isabella Colbran, der Primadonna seiner neapolitanischen Opern, die er schließlich am 16. März 1822 in Castenaso bei Bologna heiratete, wo Colbran eine Villa besaß. Die Hochzeit fand im kleinsten Kreise in der kleinen Kirche Vergine del Pilar statt. Kurz darauf reiste das Ehepaar Rossini und die beiden Tenöre Giovanni David und Andrea Nozzari nach Wien, wo Barbaja eine Rossini-Saison am Kärntnertortheater organisiert hatte. Für diese Tournee hatte Rossini die Opera seria Zelmira komponiert, und es wurden außerdem unter anderem seine Elisabetta, regina d'Inghilterra und Ricciardo e Zoraide gegeben. Es war ein triumphaler Erfolg und ganz Wien lag im berühmten „Rossini-Taumel“. Bei dieser Gelegenheit besuchte Rossini den tauben Beethoven, der sich die Partitur des Barbier von Sevilla angesehen, und diejenigen der Seria-Opern Tancredi, Otello und Mosè „durchgeblättert“ hatte; er riet Rossini, sich ausschließlich auf komische Opern zu beschränken, und fügte hinzu: „...sehen Sie, die ernste Oper liegt nun einmal den Italienern nicht. Um das wahre Drama zu behandeln, haben sie zu geringe musikalische Kenntnisse...“.
Rossini und seine Frau kehrten im Spätsommer desselben Jahres zurück nach Italien, wo seine letzte für die Colbran und Italien geschriebene Oper Semiramide am 3. Februar 1823 ihre Uraufführung am La Fenice in Venedig erlebte. Die Oper wurde allein bis zum 17. März, dem Tag ihrer Abreise, 28 Mal wiederholt, und wurde eine seiner beliebtesten Opern (siehe unten).

### London und Paris

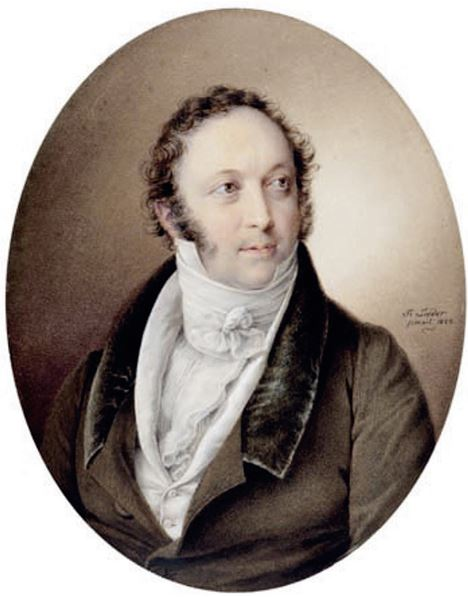
Gioachino Rossini, um 1822, Porträt von Friedrich Lieder

Ende 1823 ging das Ehepaar Rossini zunächst nach Paris, und einen Monat später für fünf Monate nach London, wo sich die feine Gesellschaft um sie riss. Im Januar 1824 wurde am King’s Theatre seine Zelmira aufgeführt. Es war kein Erfolg, aber Rossini wurde mit 7000 Pfund großzügig entlohnt. Ab August des Jahres 1824 waren sie in Paris, wo Rossini den Posten des Leiters der italienischen Oper annahm. Zwei Jahre später wurde er königlicher Hofkomponist und Generalinspekteur des Gesangs in Frankreich. Schon 1825 hatte Rossini zu den Krönungsfeierlichkeiten Karls X. die Oper Il viaggio a Reims (Die Reise nach Reims) komponiert, mit einem ungeheuren Staraufgebot an Sängern, zu denen unter anderem Giuditta Pasta, Laure Cinti-Damoreau, Ester Mombelli, Domenico Donzelli und Nicholas-Prosper Levasseur gehörten. Große Teile dieses unwiederholbaren Werkes verwendete er einige Jahre später für seine einzige komische Oper in französischer Sprache Le comte Ory (1828). Zuvor hatte er für die Pariser Oper zwei seiner neapolitanischen Seria-Opern zu französischen Grand Opéras umgearbeitet: So wurde aus Maometto II (von 1820) Le siège de Corinthe (1826), und aus Mosé in Egitto (von 1818) Moïse et Pharaon (1827). 1829 wurde Rossinis Guillaume Tell aufgeführt. Auch diese gehörte zum Genre der Grand Opéra. Es sollte die letzte Oper seines Lebens sein.
Für Rossini bot Paris kontinuierliche Gourmetfreuden, die sich in seiner Leibesfülle widerspiegelten.

### Leben als Ikone

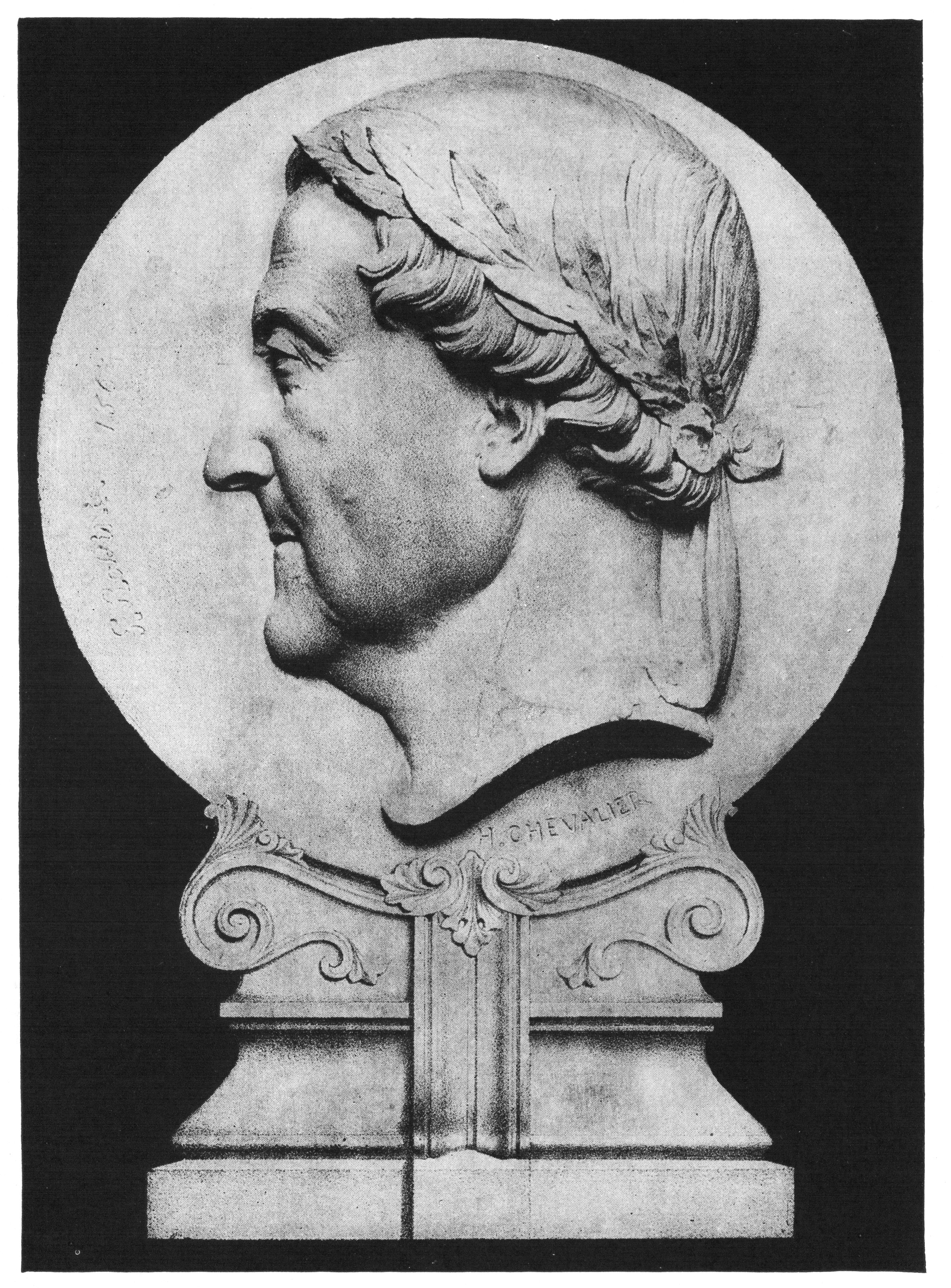
Gioachino Rossini. Marmor-Medaillon von H. Chevalier für das Foyer der Pariser Oper, 1865.

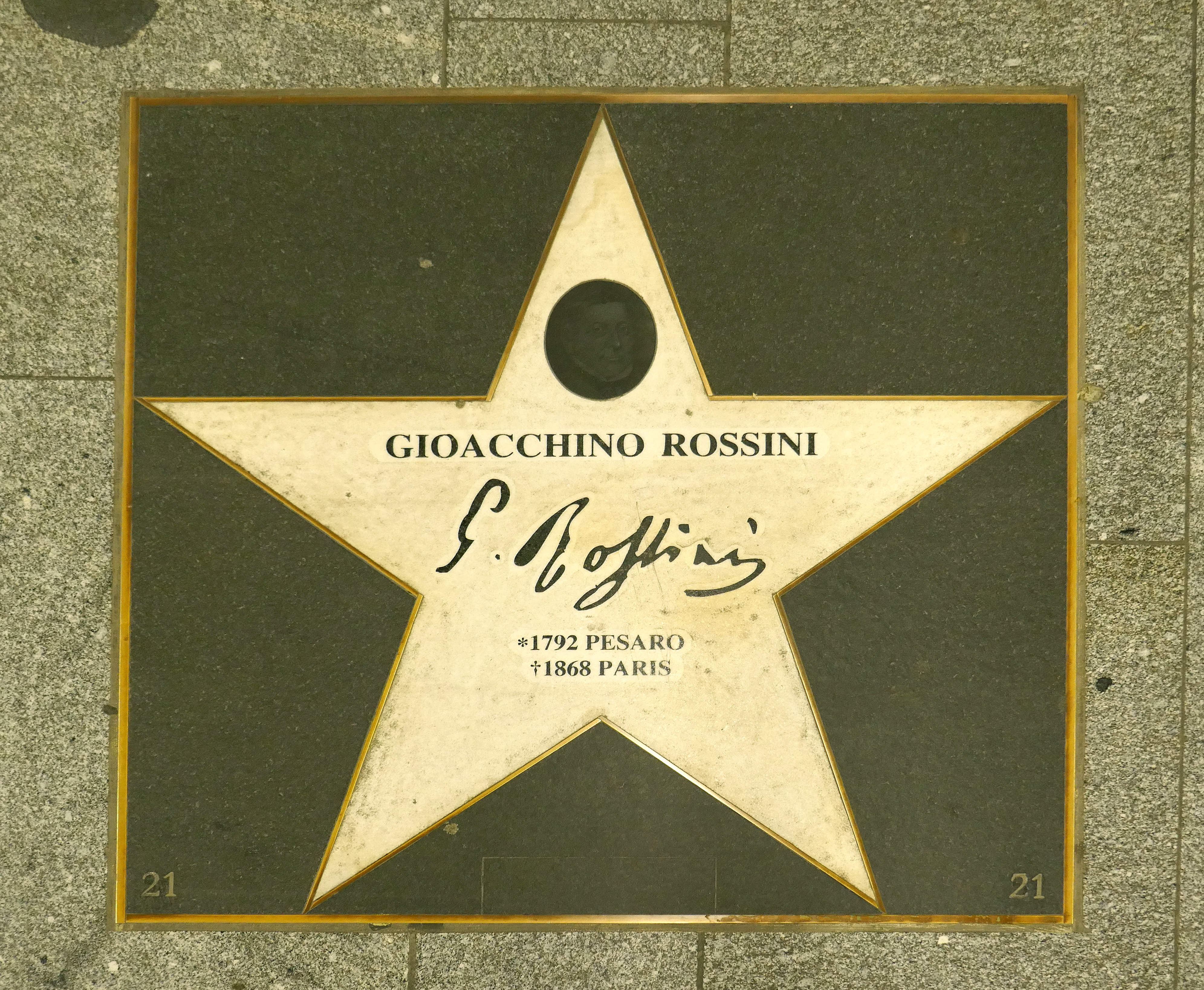
Musik Meile Wien

Das Jahr 1830 brachte für Rossini den Verlust seiner Ämter, da der französische König im Verlauf der Julirevolution abdanken musste. Es gelang Rossini jedoch, gerichtlich eine lebenslange Rente durchzusetzen.
Die zweite Lebenshälfte widmete er hauptsächlich der Feinschmeckerei. Gerichte wie Tournedos Rossini werden nach ihm benannt.
Von seiner Frau Isabella Colbran lebte Rossini de facto seit 1830 getrennt; sie lebte zusammen mit seinem Vater in Castenaso und Bologna; dieser beschwerte sich häufig über sie in zahlreichen Briefen an Gioachino. Eine offizielle Trennung von Isabella erfolgte 1837. Zu dieser Zeit war er bereits mit seiner neuen Lebensgefährtin, der Französin Olympe Pélissier, zusammen, die er 1832 kennengelernt hatte. Nach dem Tode Isabellas 1845 heiratete er Olympe am 16. August; diese Ehe hielt bis zu seinem Tode. 1839 war auch Rossinis Vater gestorben.
Von 1836 bis 1848 wirkte Rossini in Bologna als Direktor des Musiklyzeums. Er war auch weiterhin zumindest sporadisch als Komponist tätig, widmete sich aber mehr der geistlichen und der Kammermusik. In dieser Zeit entstand sein berühmtes Stabat Mater, das seine Uraufführung 1842 erlebte, am 7. Januar in Paris, in der Salle Ventadour des Théâtre-Italien, und am 13. März in Bologna unter Leitung von Gaetano Donizetti.
Wegen politischer Unruhen in Bologna floh Rossini 1848 nach Florenz.
Nach seinem Rückzug von der Bühne litt Rossini häufig an Depressionen; er litt außerdem an den Folgen einer Gonorrhoe, die er sich schon in jungen Jahren zugezogen hatte. Eine allgemeine Besserung zumindest seines seelischen Zustandes trat ab 1855 ein, nach seiner Rückkehr nach Paris (Passy), die von seiner Frau Olympe initiiert worden war. Ab 1858 gaben sie sogar jeden Samstagabend Soireen, bei denen auch musiziert wurde, und zu denen die Einladungen begehrt waren. Rossini war dann bis zu seinem Tod auch ein leidenschaftlicher Koch, was zu vielen Rezepten „à la Rossini“ führte.
Ab 1858 entstanden auch zahlreiche, heute meist unbekannte Werke, die sogenannten Péchés de vieillesse, die „Alterssünden“, die Rossini in 13 Bänden und zwei Supplements sammelte. Darunter sind allein über 100 Klavierstücke, die für ihren Witz bekannt sind. Unter anderem heißen die Stücke Gefolterter Walzer, asthmatische Etüde, chromatischer Drehteller oder Fehlgeburt einer Polka-Mazurka. Zu den bekannten und großen Werken nach seiner Zeit als Opernkomponist zählt die Petite Messe solennelle (1863), die trotz ihres Namens („kleine Messe“) ein neunzigminütiges Werk ist.

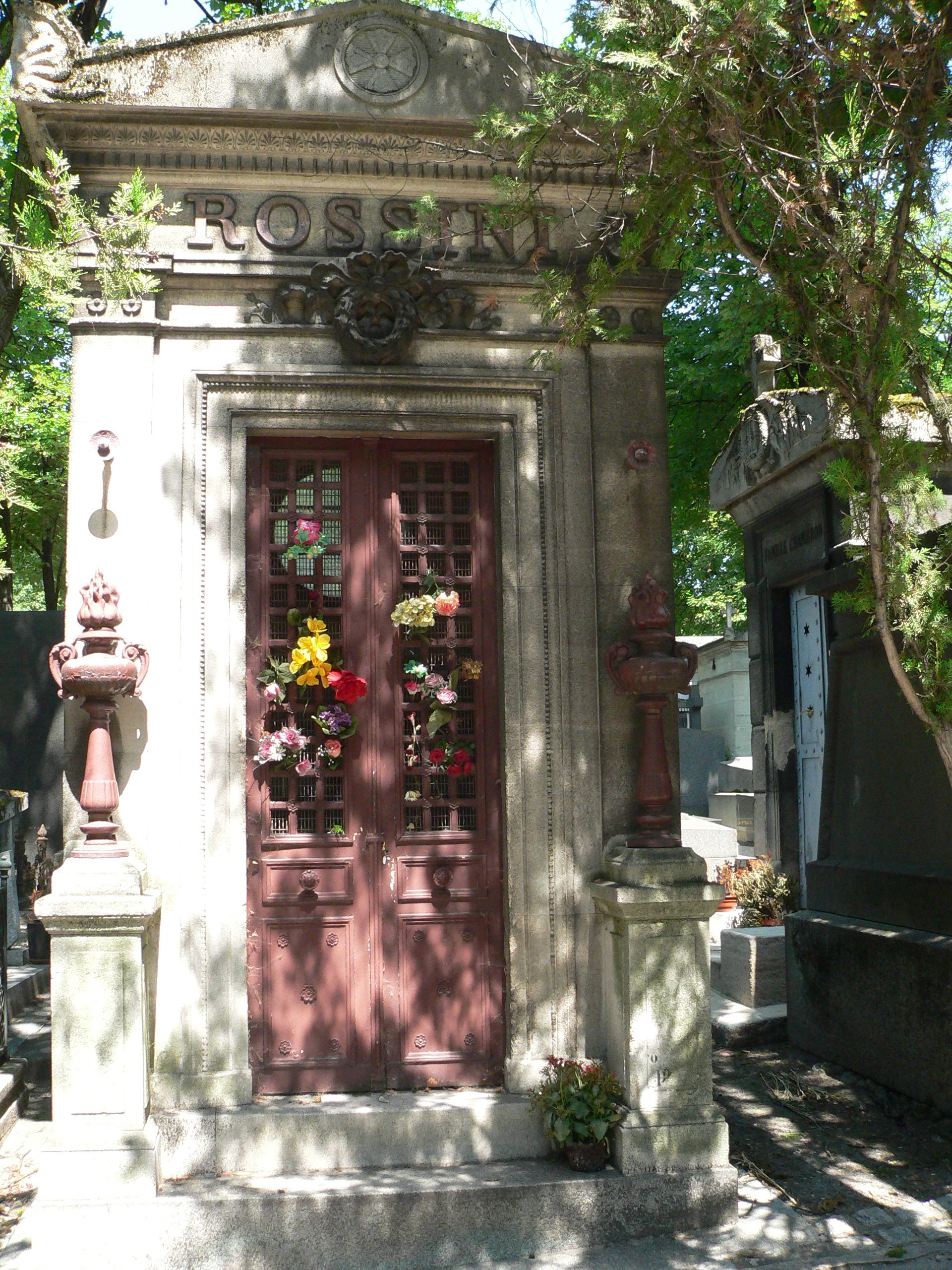
Rossinis Grab bis 1887 auf dem Pariser Friedhof Père-Lachaise

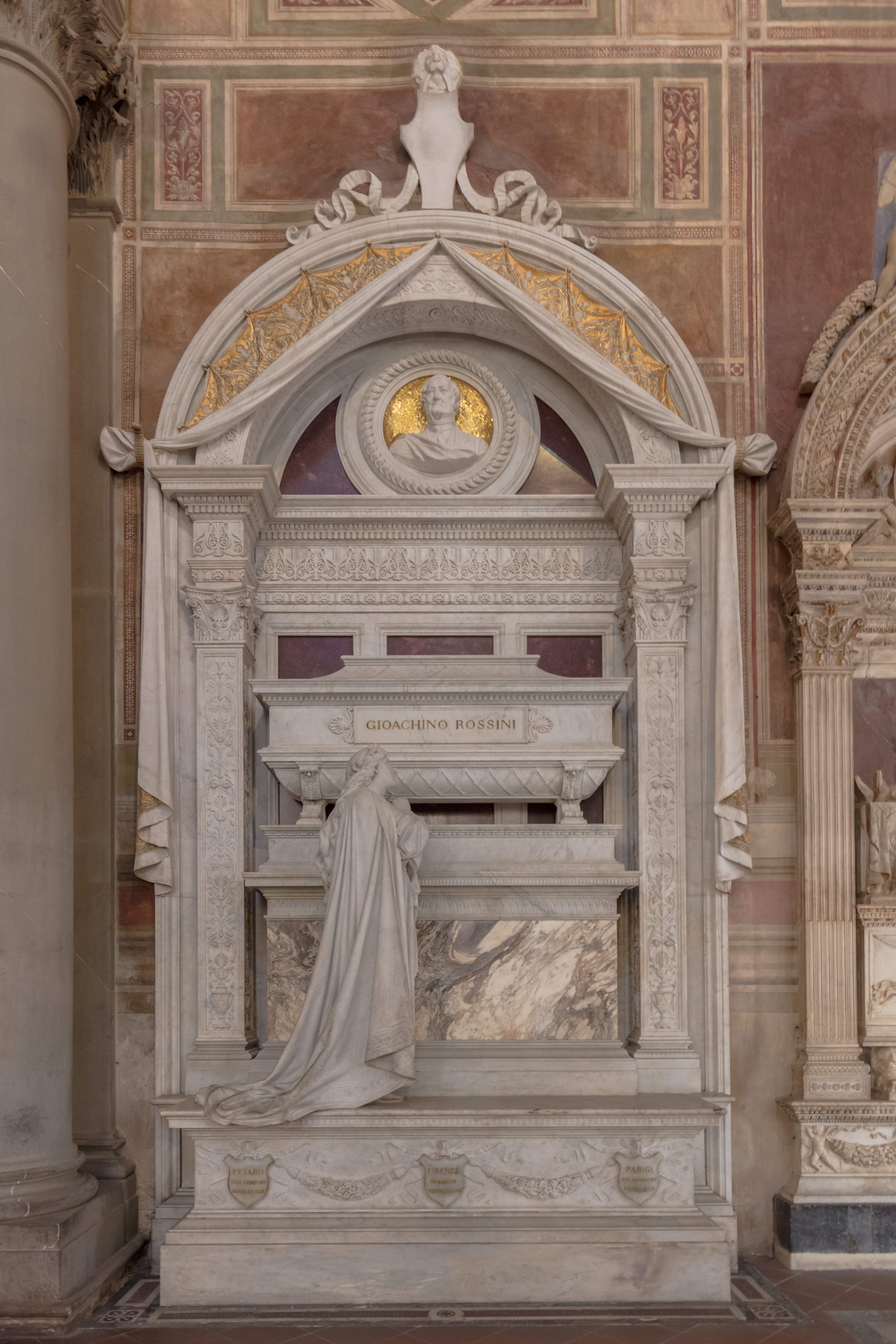
Rossinis Grab seit 1887 in Santa Croce in Florenz

Rossini war bekannt für seinen humorvollen, liebenswerten Charakter, selbst im Gespräch mit einem musikalischen Gegner wie Richard Wagner (1860) hatte er noch lauter witzige Bonmots auf der Zunge, und besaß auch Selbstironie. Dies war allerdings teilweise eine Reaktion einerseits auf seine enorme Berühmtheit, und andererseits auf für ihn sicher schmerzliche und einengende Einstufungen als angeblich ausschließlicher Meister der Opera buffa, die er schon von dem tauben (!) Beethoven, aber vor allem in seiner zweiten Lebenshälfte auch sonst manchmal hinnehmen musste. Er war außerdem ein sehr hilfsbereiter Mensch, der jüngere Kollegen (und Konkurrenten) selbstlos unterstützte, so gut er konnte. Das gilt z. B. für Vincenzo Bellini, dem er 1834 einen Auftrag an der Pariser Opéra vermittelte, und danach bei der Arbeit an der Oper I puritani mit vielen guten Ratschlägen beistand. Ähnliches gilt auch für Gaetano Donizetti und selbst für Carl Maria von Weber, der sich zwar öffentlich nicht besonders wohlwollend über Rossinis Musik geäußert hatte, dem er aber 1826 aus Hochachtung vor seinem Genie und aus Mitleid wegen seiner tödlichen Schwindsucht, Empfehlungsschreiben zu einflussreichen Bekannten nach London mitgab.
Rossini starb am 13. November 1868 an den Folgen einer Darmoperation. Er wurde zunächst auf dem Pariser Friedhof Père-Lachaise beigesetzt, bevor man seine Gebeine 1887 in die Kirche Santa Croce in Florenz überführte.
Unter dem Eindruck von Rossinis Tod lud Giuseppe Verdi die zwölf bedeutendsten Komponisten Italiens seiner Zeit ein, sich an der Gemeinschaftskomposition einer Totenmesse für Rossini zu beteiligen, die am ersten Todestag aufgeführt werden sollte. Die Messa per Rossini wurde 1869 fertiggestellt, eine Aufführung kam jedoch wegen widriger Umstände nicht zustande. Die Gemeinschaftskomposition wurde erstmals 1988 postum aufgeführt. Verdi übernahm seinen eigenen Beitrag, das abschließende Libera me, als Keimzelle für die Komposition seines eigenen Requiems. Auch der Florentiner Musiker Guido Tacchinardi komponierte zur gleichen Zeit sein Requiem a Rossini, das erst 2014 veröffentlicht wurde.

#### Ehrungen
Rossini wurde vielfach geehrt, darunter durch seine Aufnahme als auswärtiges Mitglied in die Académie des Beaux-Arts (1823) und als ausländisches Mitglied in den preußischen Orden Pour le Mérite für Wissenschaft und Künste am 31. Mai 1842. Die Académie royale des Sciences, des Lettres et des Beaux-Arts de Belgique nahm ihn 1846 als assoziiertes Mitglied auf. Im Opernhaus seiner Geburtsstadt Pesaro und in der Scala von Mailand standen bereits um 1840 Büsten von Rossini, und in Bologna wurde sein Namenstag zum offiziellen Festtag erklärt. Im Jahr 1864 enthüllte der Meister persönlich in seiner Geburtsstadt das von privater Seite gestiftete Gioachino-Rossini-Denkmal. Inzwischen hat auch der italienische Staat Rossinis Geburtshaus, das heute ein Museum beherbergt, mit den Geburtshäusern von Giacomo Puccini und Giuseppe Verdi mit dem Europäischen Kulturerbe-Siegel ausgezeichnet.
Der Asteroid (8181) Rossini wurde nach ihm benannt.

## Opern
Insgesamt schuf Rossini bis 1829 in knapp zwei Jahrzehnten 39 Opern, die halb Europa in einen Rossini-Rausch versetzten. Die meisten entstanden, wie damals üblich, unter enormem Zeitdruck und in sehr kurzer Zeit. Rossini selber erzählte Hiller (1854), dass Semiramide (1823) „...die einzige meiner italienischen Opern“ war, „...die ich in Ruhe schreiben konnte; mein Vertrag erlaubte mir vierzig Tage“, aber er lieferte die Partitur schon nach 33 Tagen ab. Für die Niederschrift des Barbiere di Siviglia brauchte er nur 13 Tage, wie er selbst 1860 Wagner berichtete.
Der einundzwanzigjährige Rossini stieg ab 1813 mit Tancredi und L’italiana in Algeri innerhalb kurzer Zeit zum führenden und allgemein anerkannten Opernkomponisten Italiens auf, als Meister in allen Sparten der italienischen Oper (Opera seria, Opera buffa und Opera semiseria) und in der französischen Grand Opéra. Für seine Leistungen auf diesem Gebiet wurde er bereits zu Lebzeiten wie nur ganz wenige andere Komponisten als Genie verehrt und gefeiert.
Stilistisch war Rossini ein Komponist des Übergangs vom spätklassischen oder -klassizistischen Stil zur romantischen italienischen Oper, und er war während seiner Schaffenszeit die treibende Kraft bei diesem Stilwandel. Typisch für Rossini ist ein reich verzierter Gesang, eine schmelzende, bereits zur Romantik tendierende Melodik, eine farbige und für ihre Zeit manchmal ungewöhnliche Harmonik, ein fantasievoll-brillanter Orchestersatz mit oft virtuos eingesetzten Solo-Bläsern, effektvoller und oft rauschhafter Einsatz eines Orchester-( oder Tutti-)Crescendos. Alle italienischen Opernkomponisten seiner und der etwas jüngeren Generation folgten seinem Beispiel und komponierten bis etwa 1830 (und teilweise darüber hinaus) in einem „Rossini-Stil“, das gilt besonders für Giovanni Pacini, Saverio Mercadante, und auch Gaetano Donizetti in seiner frühen Phase; selbst der deutsche Giacomo Meyerbeer erlebte in seinen sechs italienischen Opern eine Phase des „Rossinismus“.
In seinen für Neapel komponierten Werken – beginnend mit Elisabetta, regina d'Inghilterra (1815) – verzichtete Rossini auf die traditionellen Secco-Rezitative, das heißt, der Orchestersatz dieser Werke ist durchkomponiert. Dies war in der italienischen Oper der Zeit noch keineswegs üblich und erst recht nicht selbstverständlich, sondern wurde unter dem Einfluss der französischen Oper nach Christoph Willibald Gluck (Orfeo ed Euridice u. a.) und Gaspare Spontini (La vestale) speziell im französisch beherrschten Neapel so durchgesetzt; ein weiteres Vorbild für Rossini war in dieser Hinsicht Johann Simon Mayrs Oper Medea in Corinto, die 1813 ebenfalls für das Teatro San Carlo entstanden war. In der Orchestrierung wurde Rossini wegen seiner reichen Verwendung von Holz- und Blechbläsern oft ein deutscher Einfluss vorgeworfen, und in der Tat erzählte der Komponist selber 1860 in seinem Gespräch mit Wagner, dass er als Jugendlicher Partituren von Haydns Schöpfung und Mozarts Le nozze di Figaro sowie der Zauberflöte, eifrig studiert und kopiert habe; er habe dabei „...mehr gelernt als in allen Unterrichtsstunden des Bologneser Konservatoriums“.
Bei Rossini kommen dazu noch weitere romantische Elemente – Melodik, Harmonik, und auch Dramatik – in Opern wie Otello, La donna del lago, Mosè in Egitto, Ricciardo e Zoraide, Zelmira und Semiramide, die einen stark zukunftsweisenden Charakter und Einfluss hatten. Hier nimmt er oft stilistische Entwicklungen von Bellini, Donizetti und selbst Verdi vorweg.
Rossini hatte auch einen starken Einfluss auf die Entwicklung der französischen Oper, insbesondere auf Komponisten wie Daniel-François-Esprit Auber, Meyerbeer, Fromental Halévy, Ferdinand Hérold und Adolphe Adam.

### Zur Beliebtheit der Opern im 19. Jahrhundert

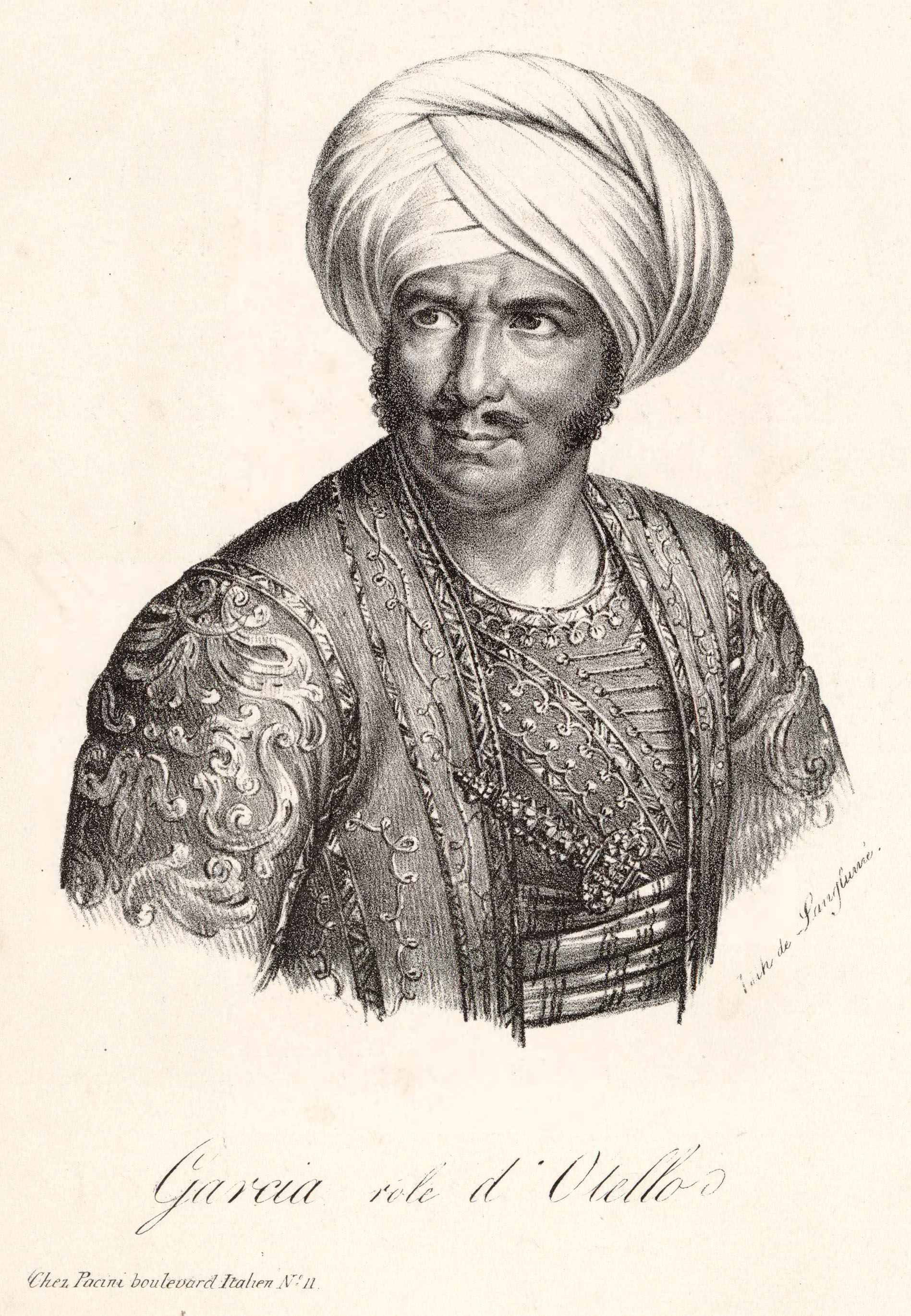
Manuel Garcia als Otello

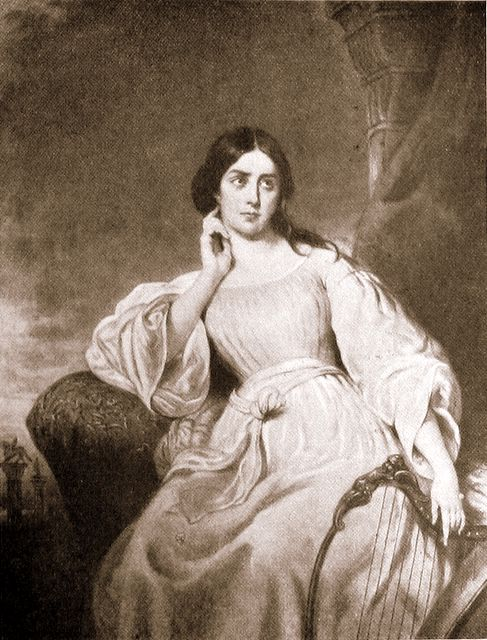
Maria Malibran als Desdemona in Otello nach Henri Decaisne

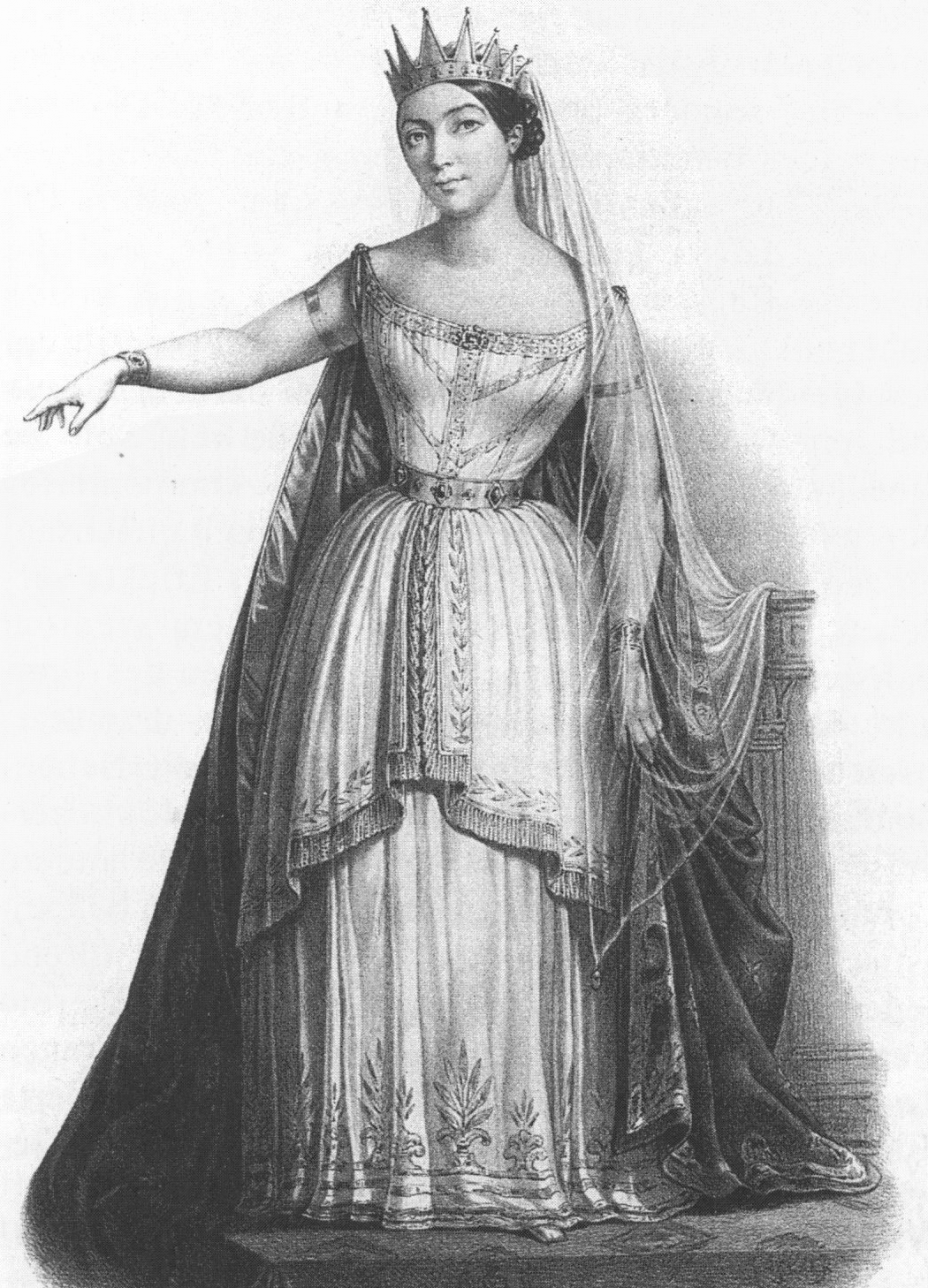
Giulia Grisi als Semiramide, nach Alexandre Lacauchie

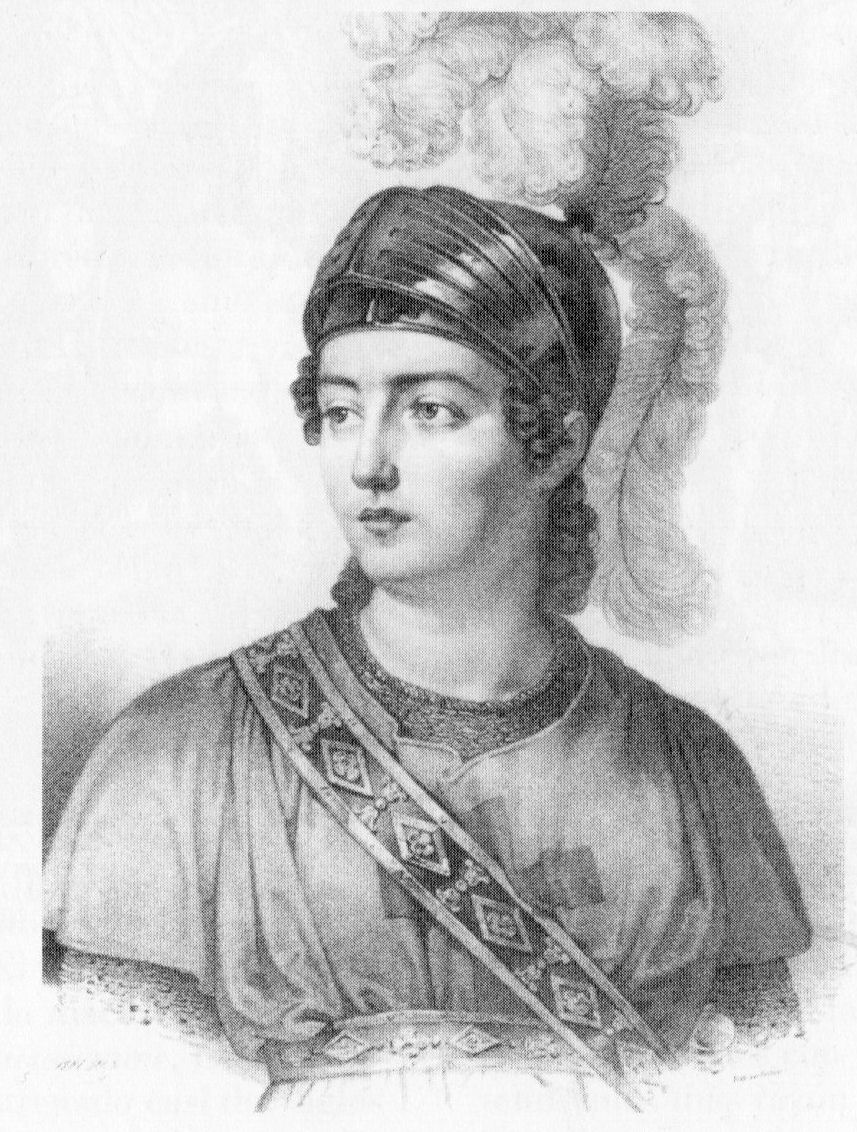
Giuditta Pasta als Tancredi von Rossini

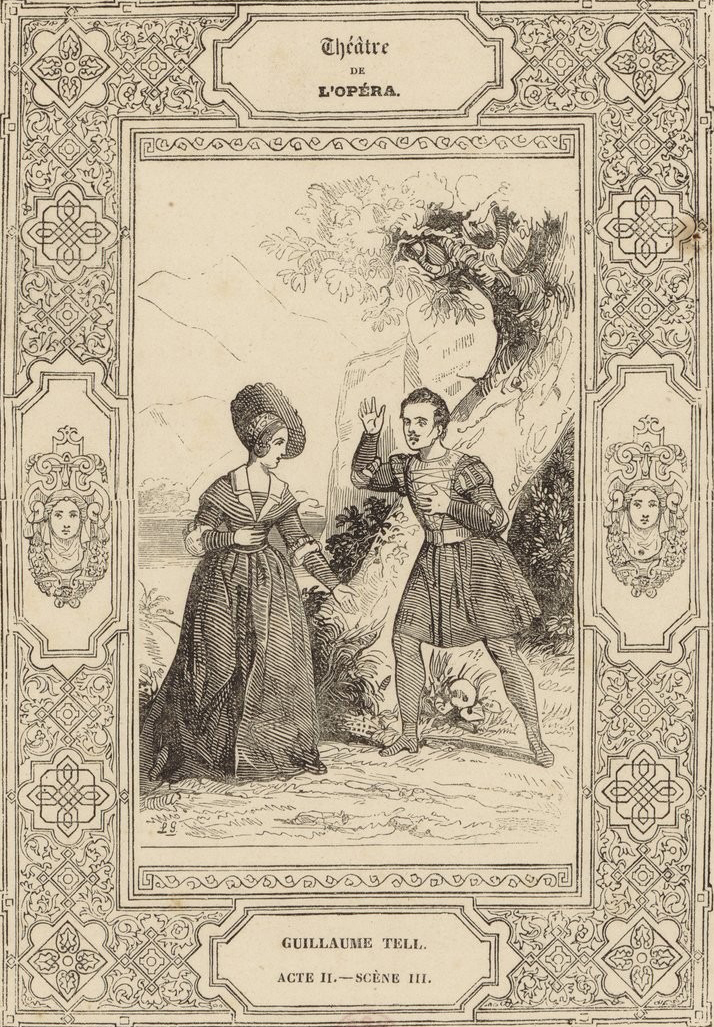
Laure Cinti-Damoreau und Adolphe Nourrit als Mathilde & Arnold in Guillaume Tell. Stich von Cicéri, 1829.

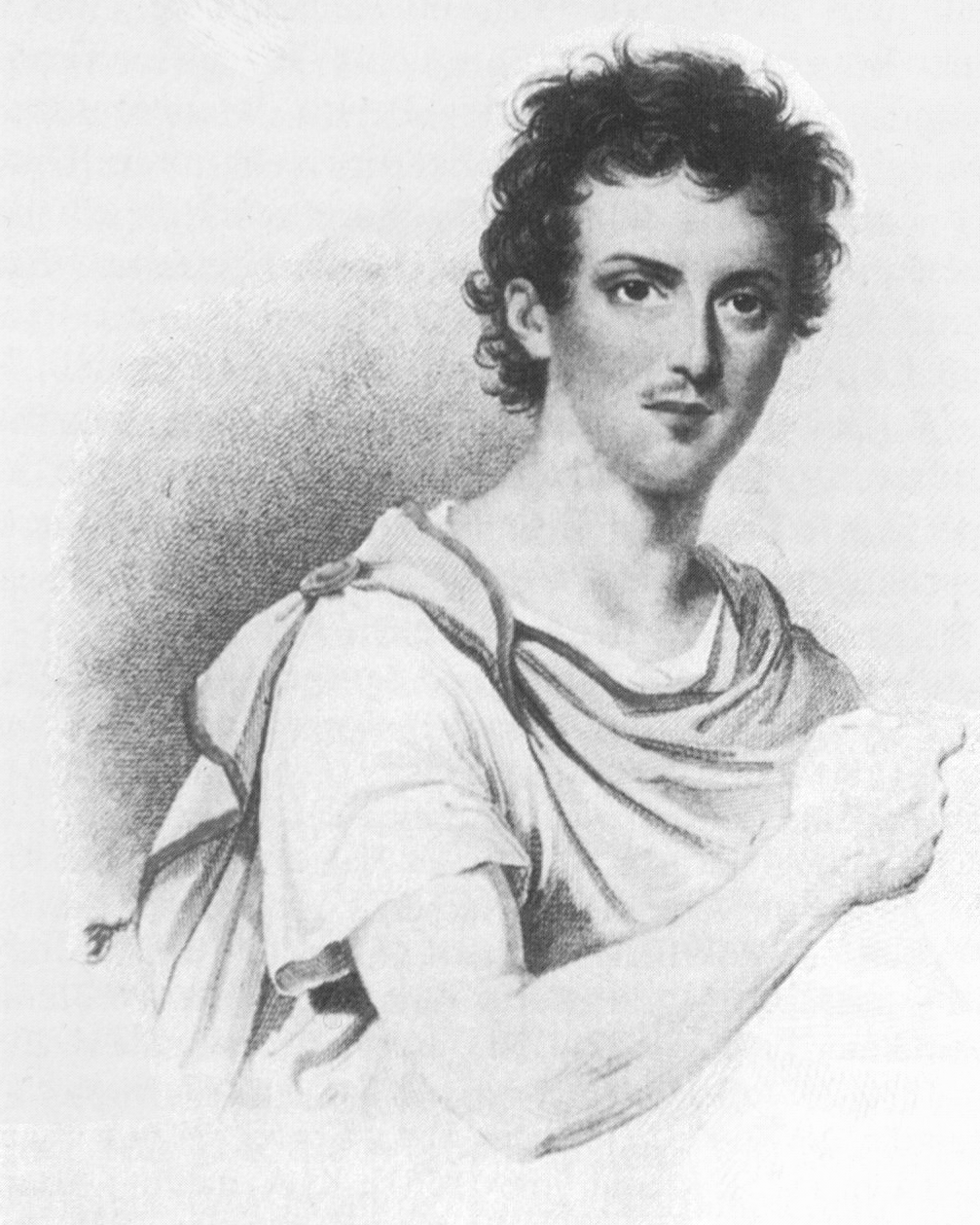
Giovanni David als Ilo in Zelmira, Wien 1822.

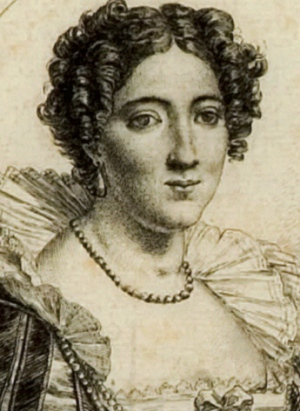
Isabella Colbran wahrscheinlich als Elisabetta

Zu seinen größten und dauerhaftesten Erfolgen gehörten die drei Seria-Opern Mosè in Egitto (bzw. Moïse et Pharaon), Otello und Semiramide. Für die beiden ersteren lassen sich über 130 Produktionen im 19. Jahrhundert nachweisen und für Semiramide mehr als 120. Otello war besonders bei romantischen Heroinen wie Giuditta Pasta und Maria Malibran beliebt, vor allem wegen der Scena, Romanze und Preghiera (Gebet) der Desdemona „Assisa a' piè d'un salice“. Diese wie überhaupt der gesamte dritte Akt mit dem tragischen Tod der Desdemona entsprach bereits dem romantischen Zeitgeschmack, so dass Mazzini von „einem göttlichen Werk“ sprach, „das wegen seiner starken Dramatik, seiner fatalistischen Aura und der wunderbaren Einheit der Inspiration schon ganz der neuen Epoche zugehört“. Die Oper wurde nach ihrer Premiere am 4. Dezember 1816 in Neapel neben zahlreichen Aufführungen in Italien schon 1818 in München gespielt, es folgten Dresden (1820), Barcelona (1821), Paris (1826, mit Giuditta Pasta und Rubini), letzte Aufführungen gab es noch 1868–1869 am Teatro La Fenice in Venedig und 1870 an der Mailänder Scala und am Teatro Goldoni in Modena. Die Oper geriet nach dem Erfolg von Verdis gleichnamigem Werk später in Vergessenheit.
Ähnlich erfolgreich war Mosè in Egitto, deren dritten Akt Rossini nach der Uraufführung vom 5. März 1818 im nächsten Jahr bearbeitete und ergänzte, und die er als französische Grand Opéra für Paris 1827 in einer neuen Fassung als Moïse et Pharaon herausbrachte. Die Preghiera „Dal tuo stellato soglio“ im dritten Akt war besonders berühmt, Paganini schrieb darüber eine Variationenreihe. Die Oper wurde in der einen oder anderen Form bis 1862 in ganz Italien regelmäßig und oft gespielt. Sie erlebte außerdem Produktionen in München und Dresden (1822), Wien (1825, mit Giuseppina Fodor, Giovanni David, Lablache und Carolina Ungher), Barcelona (1825), selbst in New York, Havanna und Antwerpen (1847). Wegen des biblischen Bezugs wurde Mosè in Egitto auch konzertant in Kirchen aufgeführt.
Auch Semiramide wurde nach ihrer Uraufführung in Venedig am 3. Februar 1823 in Italien regelmäßig gespielt und erlebte selbst Aufführungen in New York (1845) und in Konstantinopel (1852–1853).
Unter den komischen Opern waren am erfolgreichsten La Cenerentola, sowie L’italiana in Algeri, Il barbiere di Siviglia und La gazza ladra, die ebenfalls in ganz Europa und darüber hinaus aufgeführt wurden.
Besondere Erwähnung verdient Rossinis letzte Oper Guillaume Tell, die am 3. August 1829 in Paris uraufgeführt wurde, und als Grand Opéra und aufgrund stilistisch außerordentlich progressiver Merkmale aus seinem Gesamtschaffen herausfällt. Dies wurde zwar als genial gewürdigt (z. B. von Donizetti, der den zweiten Akt als „von Gott geschrieben“ bezeichnete), doch kam die sehr lange Oper beim Publikum insgesamt nicht besonders gut an. Andererseits ist der überaus moderne Charakter der Musik und die weniger virtuose, romantischere Behandlung der Stimmen, die ursprünglich auf die Gesangstradition der französischen Oper zurückzuführen ist, vermutlich dafür verantwortlich, dass von der Gesamtzahl von 35 Inszenierungen allein 17, also fast die Hälfte, erst nach 1850 stattfanden, angefangen mit London 1851 bis hin zu Mailand 1881–1882. Es muss außerdem betont werden, dass die hier genannten Zahlen sich fast ausschließlich auf Italien bzw. auf italienische Produktionen beziehen. An der Pariser Oper lief der Tell immerhin so oft, dass man im Jahr von Rossinis Tod 1868 die 500ste Aufführung erreichte.

### Zum verzierten Gesang bei Rossini
Entscheidend zum Verständnis dieses Komponisten ist seine Verwurzelung in der Tradition des italienischen Belcanto, eines Gesangsstils, der im Barock begründet und ursprünglich vor allem durch Kastraten geprägt wurde. Dazu gehörte neben technisch perfekt ausgebildeten Stimmen vor allem ein verzierter Gesang mit vielen Koloraturen, der canto fiorito.
Der Belcanto war zu seiner Zeit in Italien der die Oper beherrschende Stil, und die meisten Sänger, wie Angelica Catalani, Isabella Colbran, Manuel Garcia, Giovanni David, verzierten selber ihre Gesangslinien, was auch von den Komponisten mitberücksichtigt wurde (wie im Barock). Laut Stendhal soll der letzte große Kastrat Giovanni Battista Velluti in Rossinis Oper Aureliano in Palmira (1813–1814) in der Partie des Arsace seine eigene Verzierungskunst so sehr übertrieben haben, dass der Komponist sich in der Folge entschieden haben soll, alle Ornamente und Koloraturen seiner Musik selber zu notieren, angeblich weil er sie nicht mehr der Willkür der Sänger überlassen wollte. Obwohl Stendhal in seiner Biographie allgemein sehr zum Fabulieren neigte und diese Geschichte etwas zweifelhaft ist, da Rossini schon zuvor seine Partien stark verziert niedergeschrieben hatte, enthält sie jedoch den wahren Kern, dass er ungewöhnlich genaue Vorgaben machte. Dies führte zu einem stark bis sehr stark ornamentierten Gesang von einem oft rauschhaften Effekt, der an die Sänger der Hauptrollen die allerhöchsten Anforderungen stellt, und zwar nicht nur in den hohen (weiblichen) Sopranen, sondern in allen Stimmlagen, auch Alt, Tenor und Bass, und nicht nur in Soloarien, sondern auch in Duetten und anderen Ensembles (siehe die Notenbeispiele des Terzetts aus Otello, für Sopran (Desdemona) und zwei Koloratur-Tenöre (Otello und Iago)). Besonders für die italienische Sängerin Marietta Marcolini, die über eine sehr koloraturreiche Altstimme verfügte, komponierte Rossini mehrere solcher hochvirtuoser Rollen.

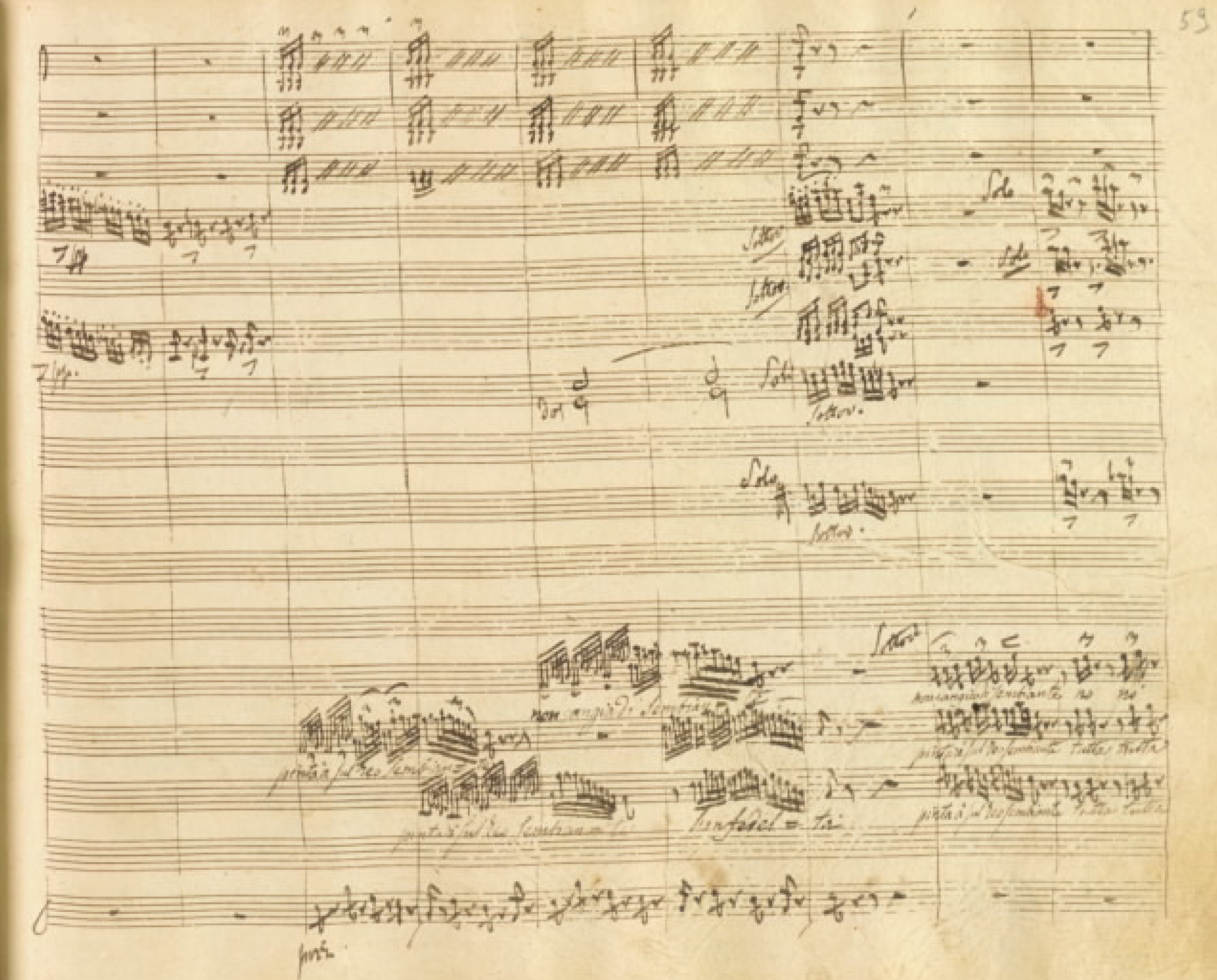
Rossini: Otello, Akt II, Terzett Desdemona – Otello – Iago, Detail: „...non cangia di sembiante...“ Manuskript von ca. 1850, Biblioteca del Conservatorio San Pietro a Majella di Napoli, S. 122

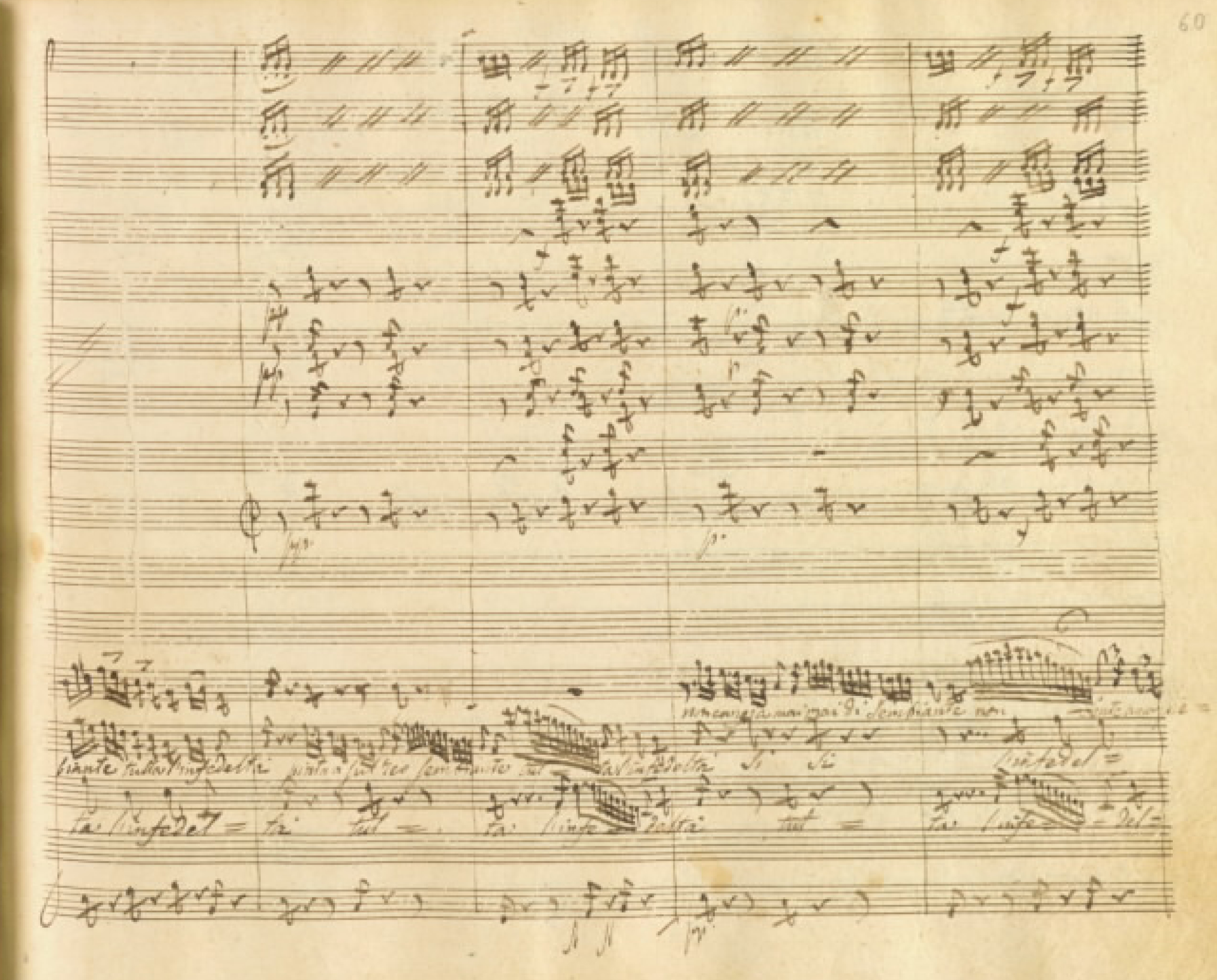
Rossini: Otello, Akt II, Terzett Desdemona – Otello – Iago, Detail: „...non cangia di sembiante...“ Manuskript von ca. 1850, Biblioteca del Conservatorio San Pietro a Majella, S. 124

Koloraturen spielten traditionell eine besondere Rolle vor allem in der Opera seria, sie gehörten zur Charakterisierung von hochstehenden, aristokratischen und königlichen Figuren und von mythologischen Helden und Göttern. Schon Monteverdi bestimmte Anfang des 17. Jahrhunderts den canto di garbo, also den „anmutigen“ Koloraturgesang für überirdische Götterfiguren. Entsprechend charakterisiert auch Rossini – wie vor und neben ihm schon andere Komponisten (wie Nicolini, Mayr, Pucitta usw.) – die in der klassizistischen Oper beliebten Ritter und Helden oft schon bei ihrem ersten Auftritt mit prunkenden Koloraturen. In der Praxis handelt es sich dabei entweder um Tenorpartien, wie z. B. Rinaldo in Armida oder die Titelfigur in Otello, oder auch für contralto musico, d. h. für weibliche Alte und Mezzosoprane, die als Ersatz für die seltenen Kastraten in männlichen Heldenrollen auftraten: z. B. die Titelpartie des Tancredi, Arsace in Aureliano in Palmira, oder Arsace in Semiramide. Traditionell wurden sehr virtuose Koloraturen außerdem vom 17. bis zum frühen 19. Jahrhundert besonders in Momenten von Erregung oder Wut eingesetzt, berühmtestes Beispiel ist die zweite Arie der Königin der Nacht in Mozarts Zauberflöte. Bei Rossini spielen solche Gefühle z. B. eine große Rolle in der Oper Otello, sowohl in Arien des Protagonisten als auch in Ensembles (siehe Notenbeispiele). Ein typischer Einsatz für virtuose Koloraturen sind auch Momente der Freude, bei Rossini z. B. im Rondò finale der Elena in La donna del lago; weichere, anmutig-liebliche Ornamente auch in Liebesarien und -duetten (z. B. in Armida). Rossini setzte die Koloratur also in seinen Seria-Opern ganz ähnlich ein, wie vor und neben ihm viele andere Komponisten, allerdings hatte er eine Vorliebe für einen besonders virtuosen Gesang, wie in Bianca e Falliero oder Semiramide.
Er ließ allerdings auch Figuren in Buffa- und Semiseria-Opern Koloraturen singen, wie z. B. Rosina und den Grafen d’Almaviva im Barbier von Sevilla. In solchen Fällen kann dies einerseits ein Zeichen für edle Abkunft (Graf) oder edlen Charakter sein, aber nicht selten auch der Freude, wie im Falle der berühmten Aria Finale der Cenerentola. Aber gleichzeitig – und dies war etwas Neues – benutzte Rossini die Koloratur in der komischen Oper auch zur Ironisierung (z. B. Rosinas berühmte Cavatina „Una voce poco fa“ im Barbiere). War schon zuvor ein extrem virtuoses, plapperndes und zungenbrecherisches Parlando und Sillabato typisch für die Opera buffa, setzte Rossini es besonders effektvoll und witzig ein, z. B. in Figaros berühmter Auftrittsarie „Largo al factotum“ (Barbiere di Siviglia, Akt I), und sehr oft in Ensembles und turbulenten Final-Szenen (Barbiere di Siviglia, Cenerentola etc.). Der ironische Einsatz des Koloraturgesangs in der Buffa-Oper und zeitgleich die traditionell edle und meistens noch virtuosere Ornamentik von Rossinis aristokratischen Figuren in der Opera seria führte jedoch auf Dauer und besonders in der Nachwelt auch zu Missverständnissen. In gewisser Weise hatte er Alles „durcheinander“ gebracht und auf den Kopf gestellt.
Rossini komponierte auch schlichtere romantische Gesänge, vor allem in den Partien der Desdemona in Otello, der Elena in La donna del Lago, der Zelmira, in Ricciardo e Zoraide, oder des Titelhelden in Mosè in Egitto. In dem Zusammenhang ist auch Guillaume Tell zu erwähnen, der allerdings in der französischen Tradition steht und stilistisch aus Rossinis Werk etwas herausfällt. Erwähnenswert sind in dem Kontext auch beinahe Verdi-hafte Chor- und Ensemblepassagen wie in Mosè.
Nach dem extremen Feuerwerk an Virtuosität der Rossini-Ära war es geradezu vorprogrammiert, dass jüngere italienische Komponisten wie vor allem Vincenzo Bellini und Donizetti begannen, den Gesang ab Ende der 1820er Jahre endgültig zu entschlacken und schlichter zu gestalten; dies gilt für alle Stimmlagen, aber besonders in den Männerstimmen, die nach 1830 kaum noch Ornamente zu singen hatten. Frauenrollen waren oft noch bis zum frühen Verdi bis etwa 1855 verziert, aber nicht (oder selten) so stark wie bei Rossini.
Dies alles führte bereits ab 1830–1840 zu einer Veränderung der Gesangskunst, basierend einem anderen Verständnis des romantischen Operndramas, im Sinne eines größeren Realismus und heftiger Gefühle, die direkt, im Extremfall auch beinahe geschrien, geäußert werden. Eine Entwicklung, die sich im Verismo noch extremer fortsetzte.
In Frankreich war die Situation zumindest in den Frauenstimmen durch Rossinis Einfluss beinahe umgekehrt: Seit seinen für Paris geschriebenen Opern wurden auch von Komponisten wie Auber, Meyerbeer, Halévy, Adam, bis zu Gounod, Delibes und Offenbach Koloratursoprane und sogar -Mezzosoprane eingesetzt, obwohl es in der traditionellen französischen Oper von Lully bis Anfang des 19. Jahrhunderts gar keinen Koloraturgesang gegeben hatte. Es zeichnete sich außerdem eine Tendenz ab, Koloratursoprane in der Opéra-comique (Auber) oder in einem fröhlichen oder witzigen Kontext zu verwenden (Meyerbeer: der Page Urbain in Les Huguenots, Offenbach: die Puppe Olympia in Les contes d'Hoffmann). Dies wurde auch in der deutschen (bzw. Wiener) Operette übernommen (z. B. Johann Strauss (Sohn): Adele in Die Fledermaus, oder der Frühlingsstimmenwalzer).
Die Folge all dieser Entwicklungen war, dass man Rossinis Opern, vor allem seine Seria-Opern mit ihren oft extremen Koloraturen, immer weniger verstand (teilweise bis heute). Es gab außerdem immer weniger Sänger, vor allem in den männlichen Tenor und Bass-Rollen, die den enormen Anforderungen an Agilität und Geläufigkeit, aber auch an Nuancen und Weichheit des Gesangs, gewachsen waren. Abgesehen von der Begeisterung für Verdi ab mindestens 1850, gab es ab spätestens 1880 oder 1890 so gut wie keine Tenöre und Bässe mehr, die Rossinis Seria-Rollen angemessen hätten singen können. Dies ist besonders ein Problem in den für Neapel geschriebenen Seria-Opern, für die Rossini ein Ensemble aus absoluten Spitzensängern zur Verfügung stand, mit mindestens zwei oder drei Koloratur-Tenören (urspr. Giovanni David, Andrea Nozzari, Manuel Garcia, Giovanni Battista Rubini u. a.) und mindestens einem Koloraturbassisten (ursprg. Michele Benedetti u. a.). Selbst die Besetzung der Frauenrollen wurde zu einem Problem, da es schon gegen Ende des 19. Jahrhunderts kaum noch (oder gar keine) Koloratur-Mezzosoprane und -Altstimmen gab, weshalb man z. B. die Partie der Rosina im Barbier von Sevilla – zu dieser Zeit eigentlich die einzige Oper, die überhaupt noch im Repertoire war – dann ausschließlich mit hohen Koloratursopranen besetzte, die die Partie natürlich nach oben legen mussten (dies galt noch bis in die 1980er Jahre). Vor allem die Partien für Isabella Colbran wären nicht mehr zu besetzen gewesen, weil sie einen ausdrucksvollen und stellenweise sogar dramatischen Koloraturgesang erfordern, wie es ihn um und nach 1900 nicht mehr gab. Die hohen Koloratursoprane des frühen zwanzigsten Jahrhunderts waren zwar oft hochvirtuos, aber sie beschränkten sich normalerweise auf eine Art kokettes „Gezwitscher“, und sangen völlig ohne Ausdruck. Dies Alles führte dazu, dass man Koloraturgesang des Belcanto grundsätzlich für oberflächlich oder „komisch“ hielt und verachtete.

### Wiederbelebung
Ein Meilenstein war daher eine Aufführung von Rossinis Armida beim Maggio Musicale 1952 in Florenz mit Maria Callas. Sie sprang nur kurzfristig ein, aber interpretierte diese Rolle mit Ausdruck, und mit romantischen sowie dramatischen Akzenten. Gleichzeitig war die Ausführung der Männerrollen ein großes Problem (wenn nicht ein Fiasko), besonders der sieben Partien für Koloraturtenöre (die allerdings z. T. von der gleichen Person gesungen werden können).
Eine eigentliche Rossini-Renaissance begann um 1960, sowohl durch die „Wiederentdeckung“ des Koloratur-Mezzosoprans und -Alts, durch Sängerinnen wie Teresa Berganza und Giulietta Simionato, die Partien wie die Rosina im Barbiere oder in L’italiana in Algeri wieder in der Originallage sangen (dies hatte in den 1920ern, allerdings mit etwas spezieller Technik, auch die Spanierin Conchita Supervia gemacht). Ein Glanzpunkt in der Wiederbelebung der Rossini-Oper waren die Aufführung und Einspielung von Rossinis Semiramide mit Joan Sutherland und Marilyn Horne Mitte der 1960er Jahre.
Eine befriedigende Situation ergab sich erst ab ca. 1980, als auch Tenöre auftauchten, die den akrobatischen Schwierigkeiten der Rossini-Partien wieder besser gewachsen waren: Ernesto Palacio, Raúl Giménez, Rockwell Blake, José Carreras, Chris Merritt, Bruce Ford, William Matteuzzi, John Aler, Jeffrey Kunde und Juan Diego Flórez; außerdem Baritone und Bässe wie Samuel Ramey, Ferruccio Furlanetto, Alastair Miles, Ildebrando D’Arcangelo. Um den Rossini-Gesang verdient gemacht haben sich außerdem virtuose Sängerinnen wie: Montserrat Caballé, Cecilia Gasdia, June Anderson, Lella Cuberli, Katia Ricciarelli, Edita Gruberová, Sumi Jo, Renée Fleming im Sopranfach; die Mezzosoprane Agnes Baltsa, Huguette Tourangeau, Frederica von Stade, Cecilia Bartoli, Vesselina Kasarova, Jennifer Larmore, Joyce DiDonato und Vivica Genaux; sowie die Altistinnen Lucia Valentini-Terrani, Bernadette Manca di Nisso, Ewa Podles, Daniela Barcellona.
Trotz der beschriebenen Rossini-Renaissance stehen wegen aufführungstechnischer Probleme, und manchmal auch wegen gewisser Vorbehalte von Rossini als einem ausschließlichen Meister der komischen Oper, nach wie vor nur wenige Opern Rossinis auf dem Spielplan vieler Opernhäuser.

### Ouvertüren
Selbst wenn viele Opern Rossinis vergessen waren oder noch sind, haben die Ouvertüren einiger Opern als beliebte Konzertstücke überlebt. Diese Praxis findet sich bereits bei Johann Strauss (Vater), der schon um 1830 in seinen Konzertprogrammen seine eigenen Walzer und Galoppe mit Ouverturen zu damals beliebten oder neuen Opern mischte, nicht nur von Rossini, sondern auch von Bellini, Auber und anderen Komponisten.
Viele frühe Ouvertüren Gioachino Rossinis sind vor allem als festliche Einleitung gedacht und stehen deshalb inhaltlich in keiner direkten Verbindung zur folgenden Oper. Ein Extremfall einer beliebig austauschbaren Ouvertüre ist diejenige zu Il barbiere di Siviglia (1816), die er ursprünglich für Aureliano in Palmira (1813) komponiert hatte, und auch für Elisabetta, regina d'Inghilterra (1815) verwendete.
Eine solche Beliebigkeit überwand er jedoch in der Folge. So steht beispielsweise die Ouvertüre zur Oper La gazza ladra (1817) in engster Verbindung zum Operninhalt: Bereits der überraschend militärische Beginn mit mehreren Trommelwirbeln spielt auf den Inhalt der Oper an – und zwar auf die drohende Exekution der Hauptfigur Ninetta und ihres Vaters, des flüchtigen Soldaten. Nach einem ersten Abschnitt in einem festlich punktierten, aber sehr eleganten Marschrhythmus, mit tragischen harmonischen und melodischen Inflexionen, gibt es mehrere Abschnitte, die später in der Gefängnisszene im zweiten Akt wiederkehren: Die von den Streichern gespielte, triolisch abfallende Melodie in Moll, die direkt nach der martialischen Einleitung folgt, kehrt im Duett von Ninetta und Pippo „E ben, per mia memoria“ wieder. Und das scheinbar witzig-kokette und „schmissige“ Thema im Dreiertakt gegen Ende der Ouverture verwendete Rossini als Brückenmotiv in der Cabaletta des zurückgewiesenen und wütenden Podestà, wo es allerdings keineswegs komisch wirkt. Auch die Ouverture zu Semiramide (1823) enthält musikalisches Material aus der Oper: So entspricht bereits das einleitende, romantisch mit Hörnern instrumentierte Largo dem Quartett „Giuro ai numi“ („Ich schwöre bei den Göttern“) im ersten Finale.
Die meisten Opernouvertüren von Rossini sind nach einem ähnlichen formalen Schema komponiert. Am Beginn steht in der Regel eine langsame und oft spannungsvolle Einleitung. In L’italiana in Algeri (1813) steht dagegen ein schneller Teil mit zwei kontrastierenden Themen, die in Dynamik und Tempo gesteigert werden, am Beginn. Eine Durchführung im klassischen Sinne fehlt, weshalb nur von einer verkürzten Sonatenhauptsatzform gesprochen werden kann, da auch der harmonische Ablauf meist zwischen Tonika und Dominante pendelt. Die effektvollen Finalwirkungen am Ende vieler Ouvertüren, die als schmissiger Vorhangöffner dienen sollen, verdanken sich Rossinis Handhabung des Crescendo im Orchester, wobei kurze, häufig zwei- oder viertaktige Motive stetig wiederholt werden, dabei aber in Dynamik und Instrumentation gesteigert werden. Beispielsweise geschieht dies in den Ouvertüren zu Semiramide und Otello. Trotz dieser häufigen formalen Einheitlichkeit zeigen alle Ouvertüren Rossinis eigene melodische (und formale) Erfindungen, wie beispielsweise das überraschend intime Rezitativ am Beginn der Ouvertüre zu Guillaume Tell, die elegischen Oboensoli in Otello und L’italiana in Algeri, das anarchische Schlagen der Geigenbogen an die Notenpulte bei Il signor Bruschino oder der quasi kanonische Beginn bei La scala di seta.
Es sei auch darauf hingewiesen, dass Rossini in mehreren seiner Opern keine eigenständigen Ouverturen verwendete, sondern Einleitungen (= Introduzione) schrieb, die direkt in die Bühnenhandlung und in Gesangsnummern wie Chöre und Ensembles überleiten. Das betrifft beispielsweise die neapolitanischen Opern Mosè in Egitto (Fassung 1818/1819) und Ricciardo e Zoraide (1818). Bei der letzteren hat die Einleitung zwar die Länge einer Ouverture, erklingt aber bei geöffnetem Vorhang, und hat viele Einwürfe einer Banda aus dem Hintergrund der Bühne; sie geht dann direkt und untrennbar in den Einleitungschor über.

## Festspiele
Rossinis Werk steht im Mittelpunkt mehrerer jährlich stattfindender Festspiele. Das Rossini Opera Festival (seit 1980) in seiner Geburtsstadt Pesaro und das Festival Rossini in Wildbad (seit 1989) in Bad Wildbad in Baden-Württemberg führen jedes Jahr mehrere selten aufgeführte Opern Rossinis und seiner Zeitgenossen auf. Auch die Knoxville Opera in Knoxville (Tennessee) veranstaltet seit 2001 ein jährliches Rossini Festival, das von einem italienischen Straßenfest begleitet ist.

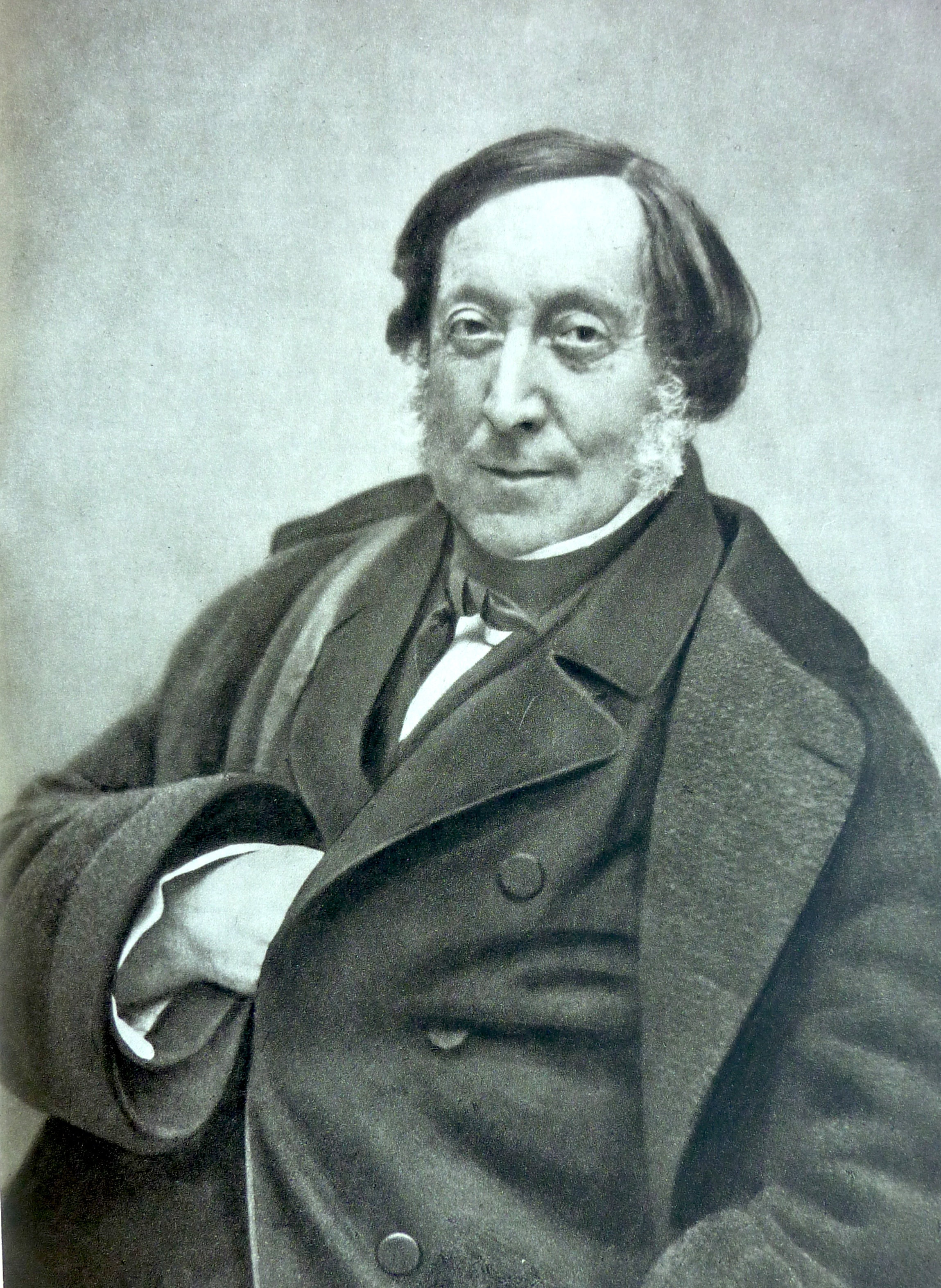
Gioachino Rossini, März 1856. Fotografie von Nadar, Metropolitan Museum of Art

## Zitat
„Ich gebe zu, dreimal in meinem Leben geweint zu haben: als meine erste Oper durchfiel, als ich Paganini die Violine spielen hörte und als bei einem Bootspicknick ein getrüffelter Truthahn über Bord fiel.“

## Verschiedenes
Das Schweizer Posthorn-Motiv, eine Abfolge aus drei Tönen, entstammt Rossinis Oper Wilhelm Tell (frz. Guillaume Tell) und erklingt ab 1923 von Schweizer Postautos insbesondere auf Bergstrecken mit unübersichtlichen Kurven.
Der Rossini Point, eine Landspitze der antarktischen Alexander-I.-Insel, wurde nach Gioachino Rossini benannt.
Im April 2020 wurde die Komödie Bitte noch was von Rossini von Thomas Rau am Theater Verlängertes Wohnzimmer in Berlin uraufgeführt. Das Stück handelt von der Suche nach einer verschollenen Rossini-Oper.

## Werke

### Opern (mit Uraufführungsdaten)
- Demetrio e Polibio („Demetrius und Polybius“; vor 1809, Teatro Valle, Rom, 18. Mai 1812)
- La cambiale di matrimonio („Der Heiratswechsel“; komponiert vor und um 1810, Teatro San Moisè, Venedig, 3. November 1810)
- L’equivoco stravagante („Durch List zum Ziel“; 1811, Teatro del Corso, Bologna, 26. Oktober 1811)
- L’inganno felice („Der geglückte Betrug“; 1812, Teatro San Moisè, Venedig, 8. Januar 1812)
- Ciro in Babilonia, ossia La caduta di Baldassare („Cyrus in Babylonien“; 1812, UA Teatro Comunale Ferrara, 14. März 1812)
- La scala di seta („Die seidene Leiter“; 1812, Teatro San Moisè, Venedig, 9. Mai 1812)
- La pietra del paragone („Die Liebesprobe“; 1812, Teatro alla Scala, Mailand, 26. September 1812)
- L’occasione fa il ladro („Gelegenheit macht Diebe“; 1812, Teatro San Moisè, Venedig, 24. November 1812)
- Il signor Bruschino, ossia Il figlio per azzardo („Signor Bruschino oder Der im Glücksspiel gewonnene Sohn“; 1813, Teatro San Moisè, Venedig, 27. Januar 1813)
- Tancredi (1813, Teatro La Fenice, Venedig, 6. Februar 1813)
- L’italiana in Algeri („Die Italienerin in Algier“; 1813, Teatro San Benedetto, Venedig, 22. Mai 1813)
- Aureliano in Palmira („Aurelian in Palmyr“; 1813, Teatro alla Scala, Mailand, 26. Dezember 1813)
- Il turco in Italia („Der Türke in Italien“; 1814, Teatro alla Scala, Mailand, 14. August 1814)
- Sigismondo (1814, Teatro La Fenice, Venedig, 26. Dezember 1814)
- Elisabetta regina d’Inghilterra („Elisabeth, die Königin von England“; 1815, Teatro San Carlo, Neapel, 4. Oktober 1815)
- Torvaldo e Dorliska (1815, Teatro Valle, Rom, 26. Dezember 1815)
- Il barbiere di Siviglia („Der Barbier von Sevilla“; 1816, Teatro Argentina, Rom, 20. Februar 1816)
- La gazzetta, ossia Il matrimonio per concorso („Die Zeitung“; 1816, Teatro dei Fiorentini, Neapel, 26. September 1816)
- Otello, ossia Il moro di Venezia („Othello oder Der Mohr von Venedig“; 1816, Teatro del Fondo, Neapel, 4. Dezember 1816)
- La Cenerentola, ossia La bontà in trionfo („Aschenputtel“; 1817, Teatro Valle, Rom, 5. Januar 1817)
- La gazza ladra („Die diebische Elster“; 1817, Teatro alla Scala, Mailand, 31. Mai 1817)
- Armida („Armide“; 1817, Teatro San Carlo, Neapel, 11. November 1817)
- Adelaide di Borgogna („Adelaide von Burgund“; 1817, Teatro Argentina, Rom, 27. Dezember 1817)
- Mosè in Egitto („Moses in Ägypten“; 1818, Teatro San Carlo, Neapel, 5. März 1818)
- Adina, ossia Il califfo di Bagdad („Adina oder Der Kalif von Bagdad“; komponiert 1818, Teatro Nacional de São Carlos, Lissabon, 22. Juni 1826)
- Ricciardo e Zoraide („Ricciardo und Zoraide“; 1818, Teatro San Carlo, Neapel, 3. Dezember 1818)
- Ermione (1819, Teatro San Carlo, Teatro San Carlo, Neapel, 27. März 1819)
- Eduardo e Cristina („Eduard und Christine“; 1819, Teatro San Benedetto, Venedig, 24. April 1819)
- La donna del lago („Die Dame vom See“; 1819, Teatro San Carlo, Neapel, 24. Oktober 1819)
- Bianca e Falliero, ossia Il consiglio dei Tre („Bianca e Falliero“; 1819, Teatro alla Scala, Mailand, 26. Dezember 1819)
- Maometto II / Maometto secondo („Mohammed der Zweite“; 1820, Teatro San Carlo, Neapel, 3. Dezember 1820)
- Matilde di Shabran, ossia Bellezza, e cuor di ferro („Mathilde von Shabran“; 1821, Teatro Apollo, Rom, 24. Februar 1821)
- Zelmira (1822, Teatro San Carlo, Neapel, 16. Februar 1822)
- Semiramide („Semiramis“; 1823, Teatro La Fenice, Venedig, 3. Februar 1823)
- Ugo re d’Italia (für London projektiert um 1824, verloren)
- Il viaggio a Reims, ossia L’albergo del giglio d’oro („Die Reise nach Reims oder Das Hotel zur goldenen Lilie“; 1825, Théâtre des Italiens, Paris, 19. Juni 1825)
- Le siège de Corinthe („Die Belagerung von Korinth“; 1826, Académie Royale de musique, Paris, 9. Oktober 1826)
- Ivanhoé (Pasticcio von Antonio Pacini, 1826, Théâtre National de l’Odéon, Paris, 15. September 1826)
- Moïse et Pharaon, ou Le passage de la Mer Rouge („Moses und Pharao oder Die Durchquerung des Roten Meeres“; 1827, Académie Royale de musique, Paris, 26. März 1827)
- Le comte Ory („Graf Ory“; 1828, Académie Royale de musique, Paris, 20. August 1828)
- Guillaume Tell („Wilhelm Tell“; Paris 1829, Académie Royale de musique, Paris, 3. August 1829)
- Robert Bruce (Pasticcio von Louis Niedermeyer, Opéra, Paris, 30. Dezember 1846)

### Schauspielmusik
- Edipo a Colono (1817)

### Kantaten
- Il pianto d’Armonia sulla morte di Orfeo (1808)
- La morte di Didone (1811/1818)
- Dalle quiete e pallid’ ombre (1812)
- Egle ed Irene (1814)
- L’Aurora (1815)
- Le nozze di Teti, e di Peleo (1816)
- Omaggio umiliato… (1819)
- Cantata da eseguirsi… (1819)
- La riconoscenza (1821)
- La Santa Alleanza (1822)
- Il vero omaggio (1822)
- Omaggio pastorale (1823)
- Il pianto delle Muse in morte di Lord Byron (1824)
- Cantata per Aguado (1827)
- Giovanna d’Arco (1832)
- Cantata in onore del Sommo Pontefice Pio Nono (1847)

### Hymnen, Chöre
- Inno dell’Indipendenza (1815)
- De l’Italie et de la France (1825)
- Coro in onore del Marchese Sampieri (1830)
- Santo Genio de l’Italia terra (1844)
- Grido di Esultazione… (1846)
- Coro delle Guardia Civica di Bologna (1848)
- Inno alla Pace (1850)
- Hymne à Napoléon III (1867)

### Geistliche Musik
- Messa (Bologna 1808)
- Messa (Ravenna 1808)
- Messa (Rimini 1809)
- Laudamus
- Quoniam (1813)
- Miserere
- Messa di Gloria (1820) Soli, Chor, Orchester, 65' [Ed. Kunzelmann CH-Adliswil]
- Deh tu pietoso cielo (1820)
- Tantum ergo (1824)
- Stabat Mater (1833/42)
- Trois Chœurs religieux (1844)
- Tantum ergo (1847)
- O salutaris hostia (1857)
- Laus Deo (1861)
- Petite Messe solennelle (1863)

### Vokalmusik
- Soirées musicales (1830–1835)

### Instrumentalmusik
- Sei sonate a quattro (1804)
- Sinfonia di Bologna (1807)
- Sinfonia al Conventello (1808)
- Variazzioni di clarinetto (Variazioni per Clarinetto e piccola orchestra) (1809)
- Introduzione, tema e variazioni (1819)
- Duett für Violoncello und Kontrabass (1824)
- Le rendez-vous de chasse (1828)
- Sonata für Harfe (1837)

### Péchés de vieillesse („Alterssünden“)
- Une caresse à ma femme
- Un petit train de plaisir (comique-imitatif)
- Petit Caprice (Style Offenbach)
- Prélude inoffensif
- Bolero tartare
- Quatre hors-d’œuvres et quatre mendiants
- Un rêve
- Memento homo – Assez de memento. Dansons
- Un profond sommeil – Un réveil en sursaut
- Petite Fanfare (à quatre mains)
- Quelques riens pour album (24 Miniaturen)